# Massacre de Mỹ Lai
Le massacre de Mỹ Lai (en vietnamien : Thảm sát Mỹ Lai, [tʰâːm ʂǎːt mǐˀ lāːj], en anglais : My Lai Massacre) est un crime de guerre américain — au cours de la guerre du Viêt Nam — qui a fait entre 347 et 504 morts civils dans la république du Viêt Nam (Viêt Nam du Sud), le 16 mars 1968. Il est commis par des soldats de l'armée de terre américaine : la compagnie C (« Charlie »), 1er bataillon, 20e régiment d'infanterie, 11e brigade, 23e division d'infanterie (« Americal »). Les victimes sont des hommes, des femmes, des enfants et des nourrissons. Certaines femmes sont violées en groupe et leurs corps mutilés.
Vingt-six soldats américains sont accusés pénalement, mais seul le second lieutenant William Calley, chef de peloton dans la compagnie C, est reconnu coupable de la mort de 22 villageois. Il est condamné à une peine d'emprisonnement à perpétuité, mais il purge seulement trois ans et demi en résidence surveillée.
Le massacre, plus tard appelé « l'épisode le plus choquant de la guerre du Viêt Nam », a lieu dans deux hameaux du village de Sơn Mỹ dans la province de Quảng Ngãi dont l'un est nommé Mỹ Lai. L'incident suscite l'indignation internationale lorsqu'il devient public en novembre 1969. Le massacre de Mỹ Lai augmente dans une certaine mesure l'opposition à la guerre du Viêt Nam, lorsque les meurtres et les dissimulations sont mis au jour. Au début, trois militaires américains qui tentent de mettre fin au massacre et de sauver les civils cachés sont même dénoncés comme traîtres par plusieurs représentants américains. Ce n'est qu'après trente ans qu'ils sont reconnus et décorés, l'un à titre posthume, par l'armée américaine pour avoir protégé des personnes « non combattantes » sur une zone de guerre.
Avec le massacre de No Gun Ri en Corée dix-huit ans plus tôt, Mỹ Lai est l'un des plus grands massacres de civils par les forces américaines dans le XXe siècle et « l'un des chapitres les plus sombres de l'histoire militaire américaine ».

## Déroulement des opérations

### Dénomination
Les deux hameaux du village de Sơn Mỹ où se sont déroulées les atrocités sont dénommés sur les cartes topographiques de l'armée américaine comme « My Lai » (Mỹ Lai) et « My Khe » (Mỹ Khe). Le surnom de l'armée américaine pour ces hameaux dans la région est « Pinkville » en référence à la couleur rose (pink en anglais) dépeignant une zone plus densément peuplée sur les cartes militaires américaines. Ce surnom fait que le carnage est initialement appelé « massacre de Pinkville » (Pinkville Massacre). Plus tard, lorsque l'armée américaine commence son enquête, les médias l'ont changé en « massacre à Songmy » (Massacre at Songmy). Désormais, l'événement est appelé « massacre de Mỹ Lai » (My Lai Massacre) aux États-Unis et « massacre de Sơn Mỹ » (Sơn Mỹ Massacre) au Viêt Nam.

### Contexte

Carte du Viêt Nam en 1968-1969.

La compagnie C (« Charlie »), 1er bataillon, 20e régiment d'infanterie, 11e brigade, 23e division d'infanterie (« Americal ») arrive en république du Viêt Nam (Viêt Nam du Sud) en décembre 1967. Bien que ses trois premiers mois au Viêt Nam se passent sans contact direct avec l'ennemi, à la mi-mars, la compagnie subit au moins 28 pertes humaines à cause de mines terrestres ou de pièges. Ces événements auraient contribué à l'engrenage diabolique aboutissant au massacre.
Durant l'offensive du Tết, en janvier 1968, le 48e bataillon de l'armée du Front national de libération du Sud Viêt Nam (FNL) — une unité « Việt Cộng » dans le jargon militaire américain — opère dans la zone de l'actuelle province de Quảng Ngãi. Les services de renseignements militaires américains estiment que des éléments de cette unité, battant retraite, se sont probablement repliés et ont trouvé refuge à Mỹ Lai, un petit hameau du village de Sơn Mỹ, sur la côte du golfe du Tonkin, au nord de la république du Viêt Nam, pas très loin de la frontière avec la République démocratique du Viêt Nam (Viêt Nam du Nord).
En février et mars 1968, le Military Assistance Command, Vietnam (« Commandement américain pour l'assistance militaire au Viêt Nam »), essaye énergiquement de reprendre l'initiative stratégique au Viêt Nam du Sud après cette offensive ennemie, et mène une opération de recherche et destruction contre ce bataillon du FNL. La Task Force Barker (TF Barker), une force opérationnelle de la taille d'un bataillon, doit être utilisée pour cette mission. Formée en janvier 1968, cette unité, dirigée par le lieutenant-colonel Frank A. Barker, se compose de plusieurs compagnies de la 11e brigade d'infanterie.
Une première tentative de sécurisation du village de Sơn Mỹ — « Pinkville » dans l'argot de force opérationnelle — est effectuée en février 1968 par la TF Barker, mais le succès de l'opération reste limité.

### Préparations

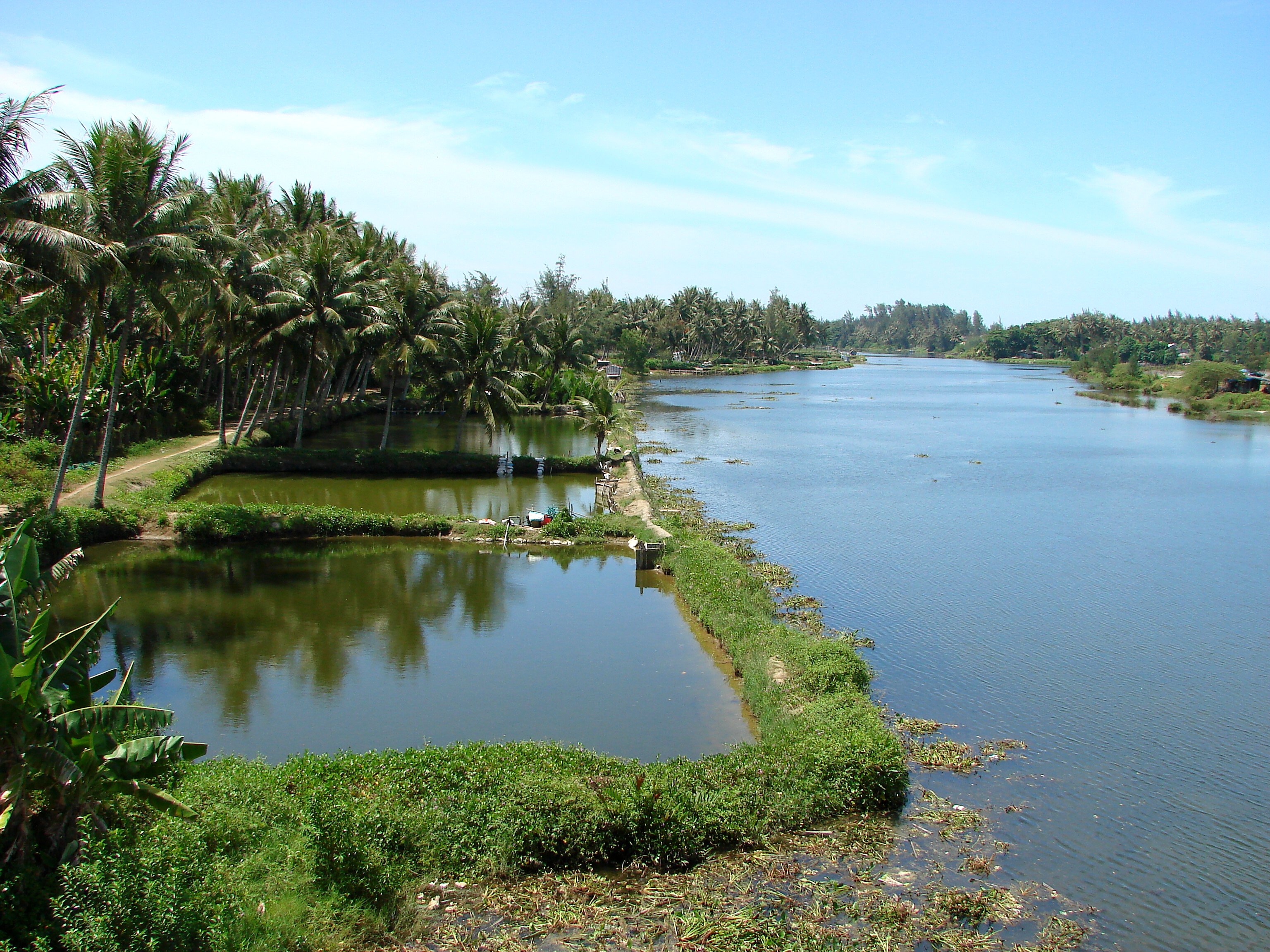
Vue moderne du hameau de Co Luy, près du site du massacre, en 2009.

Le 15 mars 1968, lors du briefing, les officiers supérieurs expliquent aux GI de la force opérationnelle qu'ils vont combattre contre le 48e bataillon de l'armée du FNL. Avant l'engagement, le colonel Oran K. Henderson, commandant de la 11e brigade, exhorte ses officiers à « [y] aller agressivement, se rapprocher de l'ennemi et l'éliminer pour de bon ». À son tour, le lieutenant-colonel Barker aurait ordonné aux premiers commandants du bataillon de brûler les maisons, de tuer le bétail, de détruire les vivres et de saboter les puits. Il ne donne aucune instruction sur la mise à l'écart et la protection des civils.
À la veille de l'attaque, lors du briefing de la compagnie C, le capitaine Ernest Medina indique à ses hommes que presque tous les habitants civils des hameaux du village de Sơn Mỹ auraient quitté le marché avant 7 h et que ceux qui restent sont donc du FNL ou des sympathisants du FNL. D'après des témoignages postérieurs, y compris provenant de chefs de peloton, les ordres sont de tuer tous les combattants de la guérilla, les combattants nord-vietnamiens et les « suspects » — y compris les femmes et les enfants — ainsi que tous les animaux, pour brûler le village et polluer les puits. À un soldat questionnant sur la nature de l'ennemi, Medina répond : « quiconque fuit [notre arrivée], se cache de nous ou semble être l'ennemi […] si un homme court, tirez-lui dessus, si c'est une femme qui court avec un fusil, tirez-lui dessus ».
La compagnie C doit entrer dans le village de Sơn Mỹ, avec le 1er peloton à l'avant-garde, engager l'ennemi et le chasser. Les deux autres compagnies de la TF Barker reçoivent l'ordre de sécuriser la zone et de fournir un soutien en cas de nécessité. La zone est désignée « zone de tir libre (en) » : les soldats américains sont donc autorisés à lancer des frappes d'artilleries et aériennes dans cette zone.

### Massacre

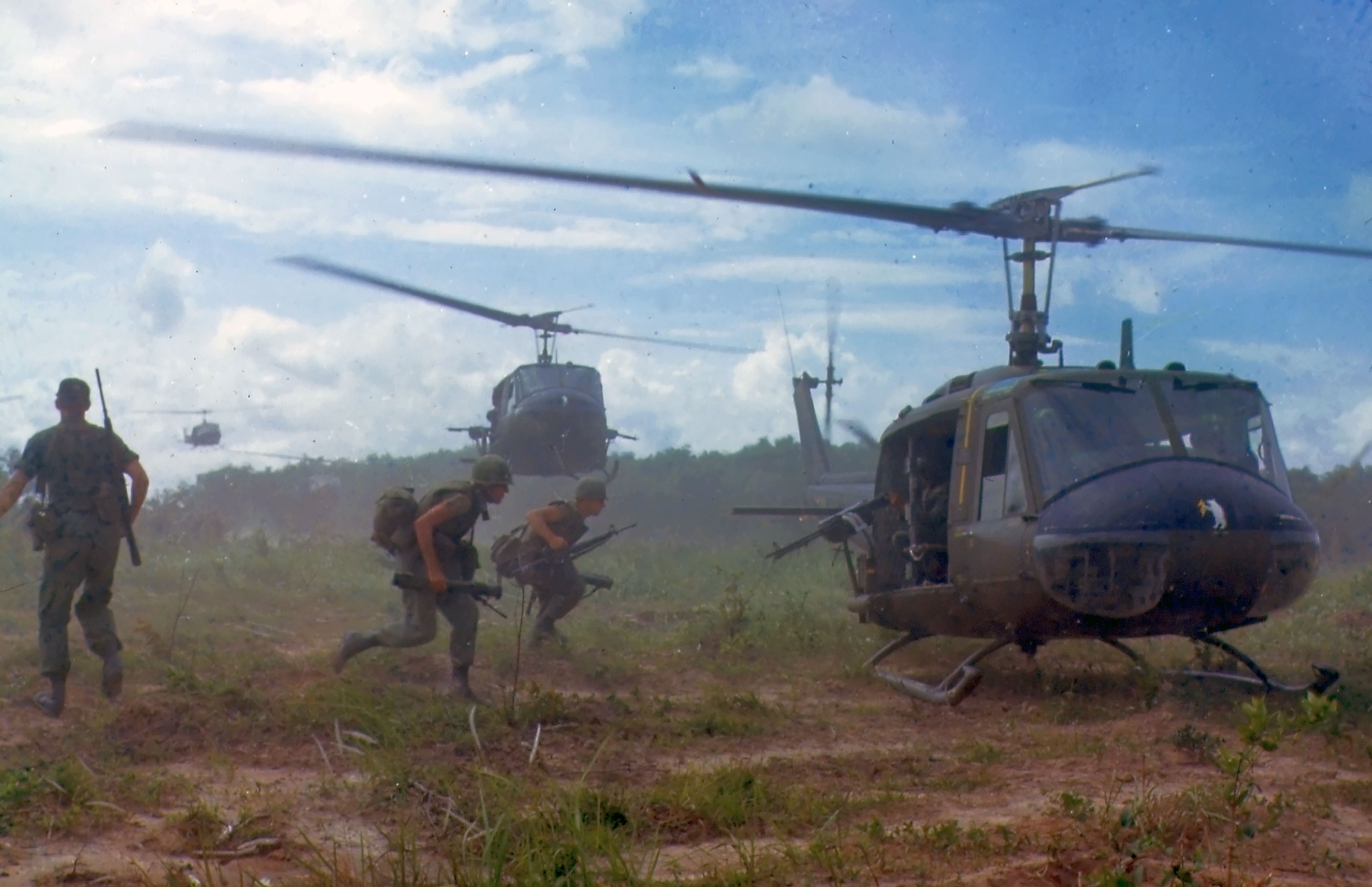
Illustration type de troupes héliportées lors de la guerre du Viêt Nam, avec l'iconique hélicoptère Bell UH-1 Iroquois, en 1966.

Le matin du 16 mars 1968, vers 7 h 30, entre 100 et 120 GI de la compagnie C commandée par Medina posent leurs hélicoptères à Sơn Mỹ après un court barrage d'artillerie et de mitrailleuses. Sơn Mỹ est un patchwork d'habitations, de rizières, de fossés d'irrigation, de digues et des chemins de terre, reliant un assortiment de hameaux et de sous-hameaux. Bien que les GI ne soient pas attaqués après leur atterrissage, ils soupçonnent encore la présence de guérilleros Việt Cộng qui se cachent sous terre ou dans les huttes. Confirmant leurs soupçons, les mitrailleuses d'un hélicoptère engagent plusieurs ennemis armés dans le voisinage du hameau de Mỹ Lai. Plus tard, une carabine est récupérée sur le site.
Selon le plan opérationnel, le 1er peloton commandé par le sous-lieutenant (second lieutenant en anglais) William Calley et le 2e peloton commandé par le sous-lieutenant Stephen Brooks pénètrent dans le hameau de Tu Cung en formation à 8 h, tandis que le 3e peloton commandé par le sous-lieutenant Jeffrey U. Lacross et le poste de commandement du capitaine Medina restent à l'extérieur. À l'approche, les deux pelotons tirent sur des personnes qu'ils voient dans les rizières et dans les bosquets.
Les troupes américaines pénètrent dans le village et arrivent à le boucler totalement sans trouver un seul combattant vietnamien. Les villageois, qui se préparent pour une journée de marché, ne paniquent pas et ne fuient pas — habitués qu'ils sont à voir des soldats patrouiller —, lorsqu'ils sont rassemblés. Harry Stanley, un mitrailleur de la compagnie C, déclare lors de l'enquête de la United States Army Criminal Investigation Command (CID) que les tueries commencent sans avertissement. Il voit un membre du 1er peloton frapper un Vietnamien de sa baïonnette, puis le même soldat pousse un autre villageois dans un puits avant d'y jeter une grenade. Il voit ensuite quinze ou vingt personnes, principalement des femmes et des enfants, agenouillées autour d'un temple en brûlant de l'encens. Ils prient et pleurent et sont tous tués par des tirs dans la tête.
La plupart des meurtres ont lieu dans la partie sud de Tu Cung, un sous-hameau de Xom Lang, qui abritait 700 habitants. Xom Lang est marqué à tort sur les cartes militaires américaines de la province de Quảng Ngãi en tant que Mỹ Lai.

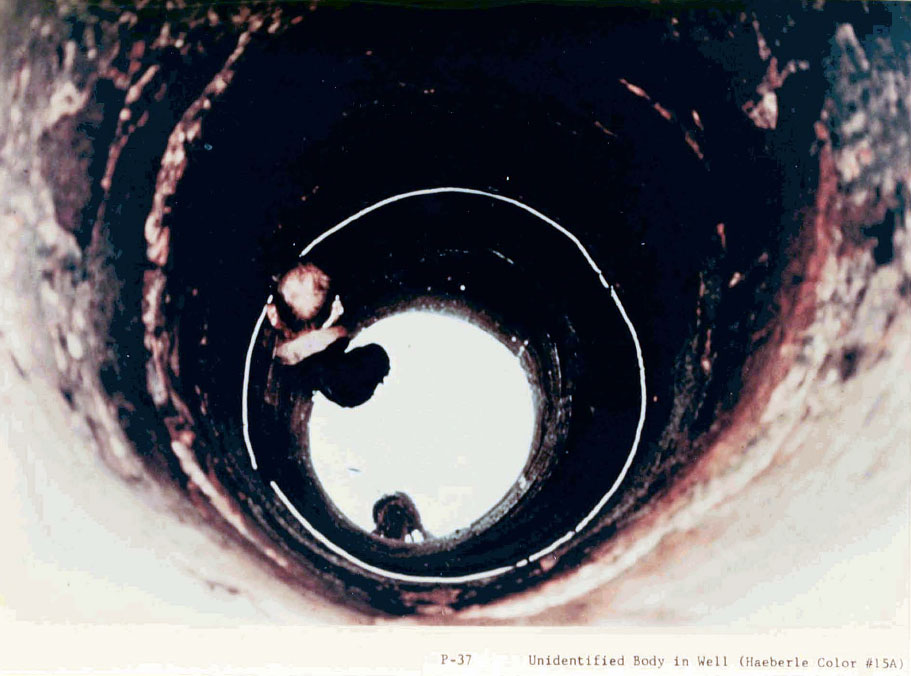
Corps d'un Vietnamien non identifié jeté dans un puits.

Un important groupe d'environ 70 à 80 villageois est encerclé par le 1er peloton à Xom Lang, puis conduit à un fossé d'irrigation vers l'est. Tous les détenus sont poussés dans le fossé et sont ensuite tués après des ordres répétés de Calley, qui tire également. Le soldat Paul Meadlo témoigne qu'il a utilisé plusieurs chargeurs de son M16. Il se souvient que les femmes auraient déclaré « pas VC  ("pas Việt Cộng") » en essayant de protéger leurs enfants. Il indique à l'époque être convaincu que les villageois étaient tous piégés avec des grenades et étaient prêts à attaquer. À une autre occasion lors de la sécurisation de Mỹ Lai, Meadlo tire de nouveau sur des civils, le second lieutenant Calley à ses côtés.
Le soldat Dennis Konti, témoin du procès, raconte un épisode particulièrement atroce pendant la tuerie : « Beaucoup de femmes se sont jetées sur les enfants pour les protéger […] les enfants qui étaient assez grands pour marcher se sont relevés et Calley a commencé à tirer sur les enfants ». D'autres membres du 1er peloton témoignent que beaucoup de décès d'hommes, de femmes et d'enfants vietnamiens ont eu lieu à l'intérieur de Mỹ Lai lors de la sécurisation du hameau. Le bétail est également abattu.
Lorsque le soldat Michael Bernhardt est entré dans le sous-hameau de Xom Lang, le massacre est en cours. Il déclare : « Je me suis promené et j'ai vu ces gars faire des choses étranges… Mettre le feu aux huttes […] et attendre que les gens sortent [pour] leur tirer dessus […] entrer dans les huttes et les tuer […] rassembler des gens en groupes et tirer dessus […] Au fur et à mesure que je marchais, on voyait des tas de gens dans tout le village […] partout. Ils sont rassemblés en grands groupes. Je les ai vus faire feu avec un [lance-grenade] M79 dans un groupe de personnes encore vivantes. Mais c'était surtout avec une mitrailleuse. Ils tiraient sur des femmes et des enfants comme n'importe qui d'autre. Nous n'avons rencontré aucune résistance et je n'ai vu que trois armes capturées. Nous n'avons eu aucune victime. C'était comme n'importe quel village vietnamien : [vieillards], femmes et enfants. En fait, je ne me souviens pas d'avoir vu un homme assez âgé [pour porter une arme] dans l'ensemble du lieu, mort ou vivant ».
Un groupe de 20 à 50 villageois est emmené au sud de Xom Lang avant d'être tué sur une route de terre. Selon le témoignage du photographe militaire Ronald Haeberle sur le massacre, dans un cas : « Il y avait des Vietnamiens du Sud, peut-être quinze d'entre eux, femmes et enfants inclus, marchant sur une route de terre à [90 mètres] de là. Tout à coup, les GI [tirent] au M16. À côté de cela, ils tiraient sur les gens avec des lance-grenades M79 […] Je ne pouvais pas croire ce que je voyais ».

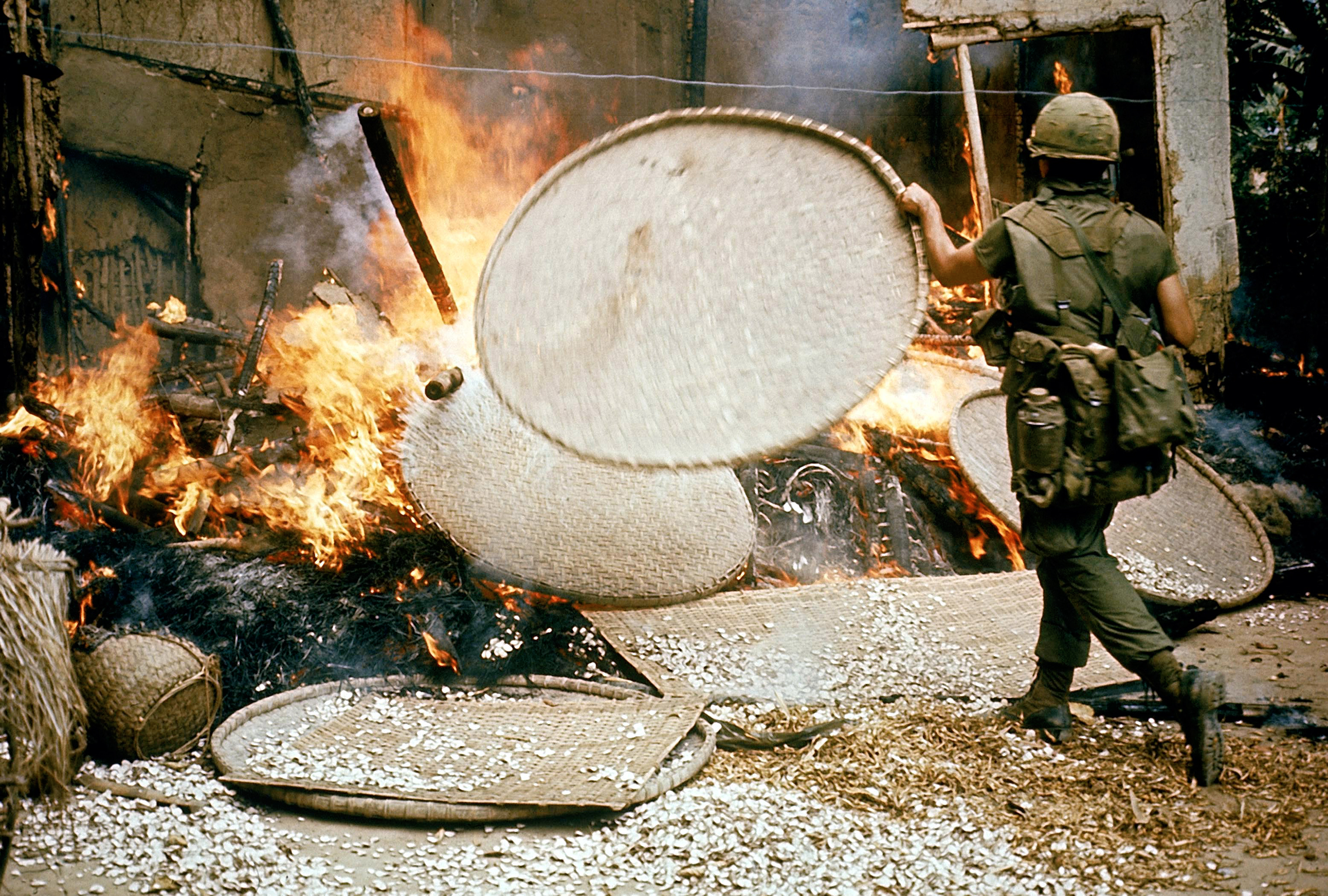
Un soldat brûlant une habitation.

Le second lieutenant Calley témoigne qu'il a entendu les tirs et est alors arrivé sur les lieux. Il a observé ses hommes dans un fossé avec des Vietnamiens dedans et il a ensuite commencé à tirer avec un M16. Un hélicoptère a ensuite atterri de l'autre côté du fossé et un pilote a demandé à Calley s'il pouvait fournir une assistance médicale aux civils blessés dans Mỹ Lai. Calley admet avoir répondu qu'une grenade à main était le seul moyen disponible qu'il avait pour l'évacuation des blessés. Après cela, vers 11 h, le capitaine Medina annonce le cessez-le-feu et le 1er peloton prend une pause déjeuner.
Plus tard, les membres du 2e peloton tuent au moins entre 60 et 70 Vietnamiens alors que ces derniers traversent la moitié nord de Mỹ Lai et Binh Tay, un petit sous-hameau à environ 400 mètres au nord de Mỹ Lai. Un membre du peloton est tué et sept autres blessés par des mines et des pièges. Après les passages des 1er et 2e pelotons, le 3e peloton est envoyé pour traiter toute résistance restante. Le 3e peloton, resté en réserve, aurait également rassemblé et tué un groupe de sept à douze femmes et enfants. Avant d'être tuées, certaines victimes sont agressées sexuellement, violées, battues, torturées ou mutilées,. Les chats et les chiens ne sont pas épargnés. Les blessés sont achevés.
Comme la compagnie C ne rencontre aucune opposition ennemie à Mỹ Lai et ne demande pas de soutien, la compagnie B (« Bravo »), 4e bataillon, 3e régiment d'infanterie de la TF Barker est héliportée entre 8 h 15 et 8 h 30, trois kilomètres plus loin. Elle attaque le sous-hameau de Mỹ Hoi du hameau de Co Luy, cartographié par l'armée américaine comme Mỹ Khe. Au cours de cette opération, entre 60 et 155 personnes, y compris des femmes et des enfants, sont tuées.
Le lendemain, les deux compagnies sont impliquées dans l'incendie et la destruction des habitations, ainsi que des mauvais traitements infligés à des détenus vietnamiens. Bien que certains soldats de la compagnie C ne participent pas aux crimes, ils ne protestent pas ouvertement ni ne se plaignent plus tard à leurs supérieurs.
William Thomas Allison, professeur d'histoire militaire à l'université du Sud de la Géorgie, écrit : « Au milieu du matin, des membres de la compagnie C avaient tué des centaines de civils, violé ou agressé d'innombrables femmes et jeunes filles. Ils n'ont rencontré aucun feu ennemi et n'ont trouvé aucune arme dans Mỹ Lai même ».

### Intervention de l'équipage de l'hélicoptère
Le warrant officer Hugh Thompson, Jr., un pilote d'hélicoptère de la compagnie B (« Aero-Scouts »), du 123e Bataillon d'aviation, de la 23e division d'infanterie, voit des civils morts et blessés alors qu'il vole au-dessus du village de Sơn Mỹ pour fournir un soutien aérien pour les troupes au sol. L'équipage (Thompson, Glenn Andreotta et Lawrence Colburn) fait plusieurs tentatives de communication radio pour obtenir de l'aide pour les blessés. Ils posent leur hélicoptère près d'un fossé « plein de corps et de mouvements ». Thompson demande à un sergent qu'il rencontre (David Mitchell du 1er peloton) s'il peut aider à sortir les gens du fossé, et le sergent lui répond alors qu'il les aiderait à abréger leurs souffrances. Thompson, confus, parle ensuite avec le second lieutenant Calley, qui prétend « simplement suivre les ordres ». Lorsque l'hélicoptère décolle, Thompson voit Mitchell tirer dans le fossé.

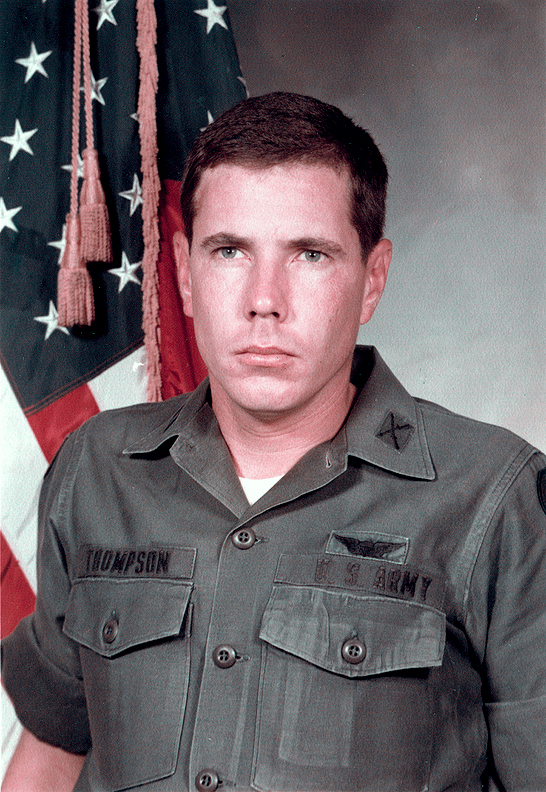
Hugh Thompson, Jr. (1966).

Thompson et son équipage voient une femme non armée être frappée et abattue à bout portant par Medina, qui a plus tard affirmé qu'il pensait qu'elle tenait une grenade à main. Thompson voit ensuite un groupe de civils (composé d'enfants, de femmes et de vieillards) qui se cache dans un abri abordé par les troupes. Thompson pose de nouveau l'hélicoptère et dit à son équipage que si les soldats tirent sur les Vietnamiens alors qu'il essaye de les sortir de l'abri, ils pouvaient ouvrir le feu sur ces soldats. Thompson témoigne ensuite qu'il parle avec un second lieutenant (identifié plus tard comme Stephen Brooks du 2e peloton) et lui indique qu'il y a des femmes et des enfants dans l'abri et demande si le second lieutenant peut les aider à les sortir. Selon Thompson, « [le lieutenant] a déclaré que la seule façon de les sortir était avec une grenade à main ». Thompson dit ensuite à Brooks de « tenir ses hommes juste là où ils se trouvaient [pour pouvoir] sortir les enfants ». Thompson trouve un groupe de personnes dans l'abri et les entraîne à l'hélicoptère, se tenant avec eux alors qu'ils sont menés en deux groupes.
En revenant à Mỹ Lai, Thompson et les autres membres d'équipage remarquent plusieurs groupes de corps. Voyant certains survivants dans un fossé, Thompson atterrit de nouveau. Glenn Andreotta entre dans le fossé et en revient avec un enfant en sang mais apparemment indemne, avant de l'amener à bord de l'hélicoptère. Thompson rapportera ensuite ce qu'il a vu au commandant de sa compagnie, le major Frederic W. Watke, en utilisant des termes tels que « meurtres inutiles ». Les déclarations de Thompson sont confirmées par d'autres pilotes d'hélicoptères et membres d'équipage. Deux hélicoptères supplémentaires sont sollicités.
Douze villageois seulement seront sauvés, embarqués à bord des trois aéronefs. Pour ses actes à Mỹ Lai, Thompson reçoit la Distinguished Flying Cross et Glenn Andreotta et Lawrence Colburn reçoivent chacun la Bronze Star. Andreotta recevra sa médaille à titre posthume puisqu'il est tué au Viêt Nam le 8 avril 1968. Comme la citation à la Distinguished Flying Cross comprend une mention fictive du sauvetage d'une jeune fille de Mỹ Lai d'un « feu nourri », Thompson refuse sa médaille qu'il considère comme une manière de le forcer à se « tenir tranquille ». Il reçoit ensuite un Purple Heart pour d'autres services rendus dans la guerre du Viêt Nam.
En mars 1998, les médailles de l'équipage de l'hélicoptère sont remplacées par la Soldier's Medal, la plus haute distinction que l'armée américaine puisse accorder pour bravoure sans conflit direct avec l'ennemi. Les citations de la médaille déclarent qu'ils sont « pour un héroïsme au-delà de l'appel du devoir tout en sauvant la vie d'au moins dix civils vietnamiens pendant le massacre illégal de non-combattants par les forces américaines à Mỹ Lai ». Thompson refuse d'abord la médaille car l'armée américaine veut la remettre en privé et il demande que cela se fasse en public et que son équipe soit également honorée de la même manière, ce qui sera fait. Glenn Andreotta recevra ainsi une seconde médaille à titre posthume. Les vétérans prennent également contact avec les survivants du massacre.

## Bilan, suites et condamnations
Après son retour à la base vers 11 heures, Thompson signale le massacre à ses supérieurs. Ses allégations de meurtres de civils atteignent rapidement le lieutenant-colonel Barker, commandant général de l'opération. Barker contacte par radio son officier opérationnel pour trouver le capitaine Medina et savoir ce qui se passe. Medina ordonne ensuite le cessez-le-feu à la compagnie C.

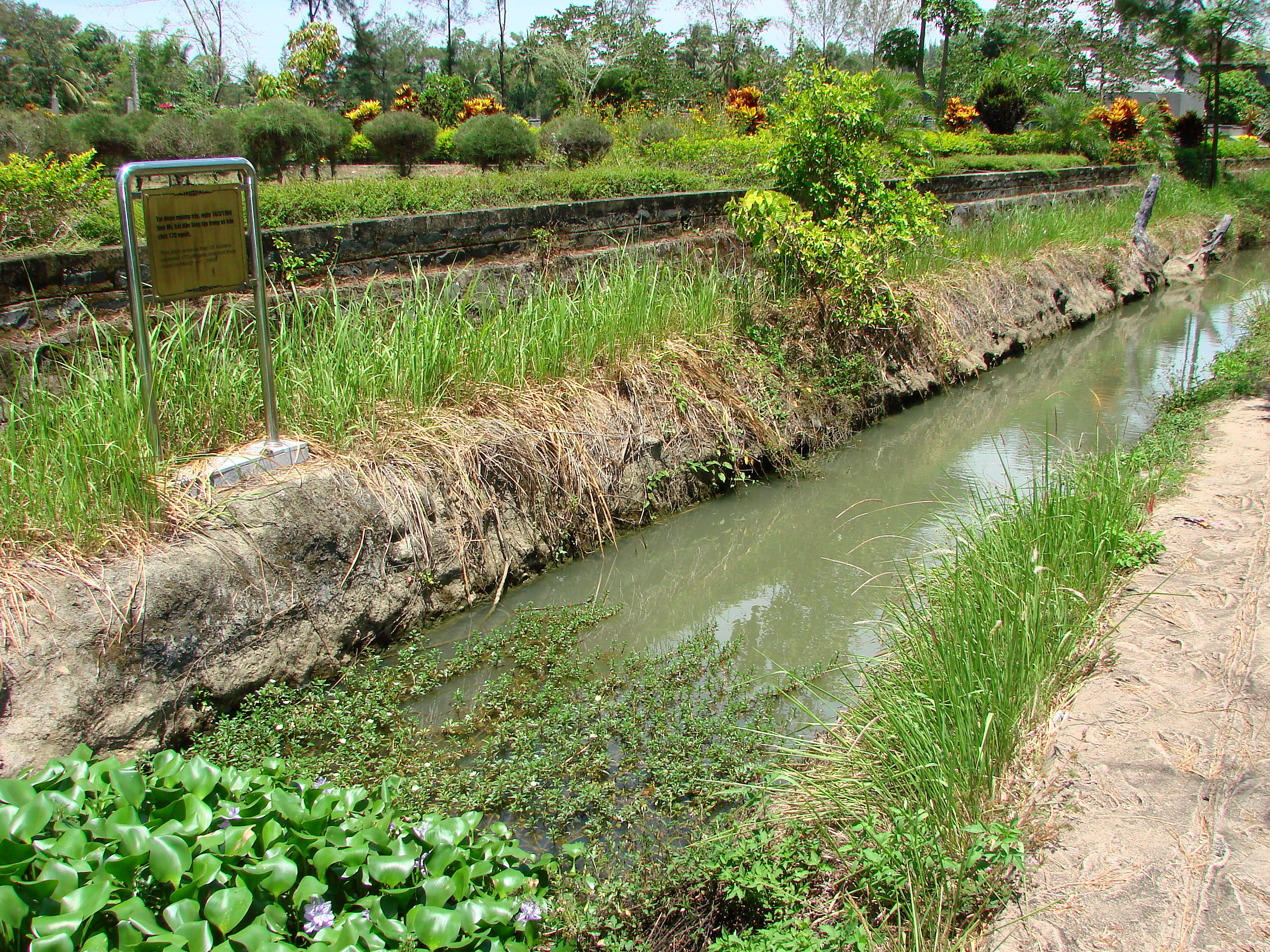
Tranchée au mémorial de Mỹ Lai. Une plaque commémorative indique que 170 personnes y ont été tuées.

Thompson rédige un rapport officiel sur les meurtres de civils dont il est témoin, ce qui pousse le colonel Oran Henderson, le commandant de la 11e brigade d'infanterie, à le rencontrer. Préoccupés, les officiers supérieurs américains annulent des opérations similaires planifiées par Task Force Barker contre d'autres villages de la province de Quảng Ngãi.
Malgré cela, le colonel Henderson écrit une lettre de recommandation au capitaine Medina le 27 mars 1968. Le lendemain, le commandant de Task Force Barker soumet un rapport concernant l'opération du 16 mars dans laquelle il déclare que l'opération dans Mỹ Lai est un succès avec 128 partisans Việt Cộng tués. Le commandant de la 23e division d'infanterie, le major general Samuel W. Koster, envoie un message de félicitation à la compagnie C. Le général William Westmoreland, le chef du Military Assistance Command, Vietnam (MACV), félicite également la compagnie C, 1er bataillon, 20e régiment pour « une action exceptionnelle » et pour avoir « porté [à l'] ennemi [un lourd] coup ». Plus tard dans ses mémoires, il est revenu sur ses déclarations en décrivant l'événement comme « le massacre conscient de bébés, d'enfants, de mères sans défense [et] d'hommes âgés dans une sorte de cauchemar diabolique au ralenti qui a duré pendant une bonne journée, avec une pause froide pour le déjeuner ».
En raison des circonstances chaotiques de la guerre et de la décision de l'armée américaine de ne pas comptabiliser définitivement les morts de « non-combattants » au Viêt Nam, le nombre de civils tués à Mỹ Lai ne peut être fixé avec certitude. Les estimations varient d'une source à l'autre, 347 et 504 victimes étant les chiffres les plus cités. Le mémorial sur le site du massacre énumère les 504 noms. C'est là l'estimation officielle du gouvernement vietnamien tandis qu'une enquête ultérieure de l'armée américaine avance un chiffre inférieur, celui de 347 morts. Il s'agit encore de l'estimation officielle des États-Unis. Les bilans universitaires retiennent plutôt la fourchette haute de 500 victimes.
A côté des 504 noms de personnes tuées figurant sur le mémorial, les âges sont précisés : de 1 à 82 ans, dont 50 victimes âgées de 3 ans au plus, 69 victimes âgées de 4 à 7 ans, 91 victimes âgées de 8 à 12 ans et 27 victimes de plus de 70 ans.

### Dissimulation et enquête
Les premiers rapports affirment que « 128 Việt Cộngs et 22 civils » sont tués dans le village lors d'une « lutte féroce ». Si l'on en croit à l'époque le magazine Stars and Stripes, « les soldats d'infanterie américains ont tué 128 communistes dans une sanglante journée de combat ». Le 16 mars 1968, lors de la conférence de presse officielle intitulée Five O'Clock Follies, il est aussi annoncé que « dans une action d'aujourd'hui, les forces de la division Americal ont tué 128 ennemis près de la ville de Quang Ngai. [Des] missions d'hélicoptère et d'artillerie ont soutenu les éléments terrestres tout au long de la journée ».
Les premières enquêtes de l'opération à Mỹ Lai sont entreprises par le colonel Henderson, commandant de la 11e brigade, sous les ordres de l'officier exécutif de la 23e division d'infanterie, le brigadier général George H. Young. Henderson s'entretient avec plusieurs soldats impliqués dans l'incident, puis rédige un rapport écrit à la fin du mois d'avril, affirmant que quelque 20 civils ont été tués par inadvertance pendant l'opération. L'armée, à l'époque, décrit encore l'événement comme une victoire militaire qui avait entraîné la mort de 128 combattants ennemis.

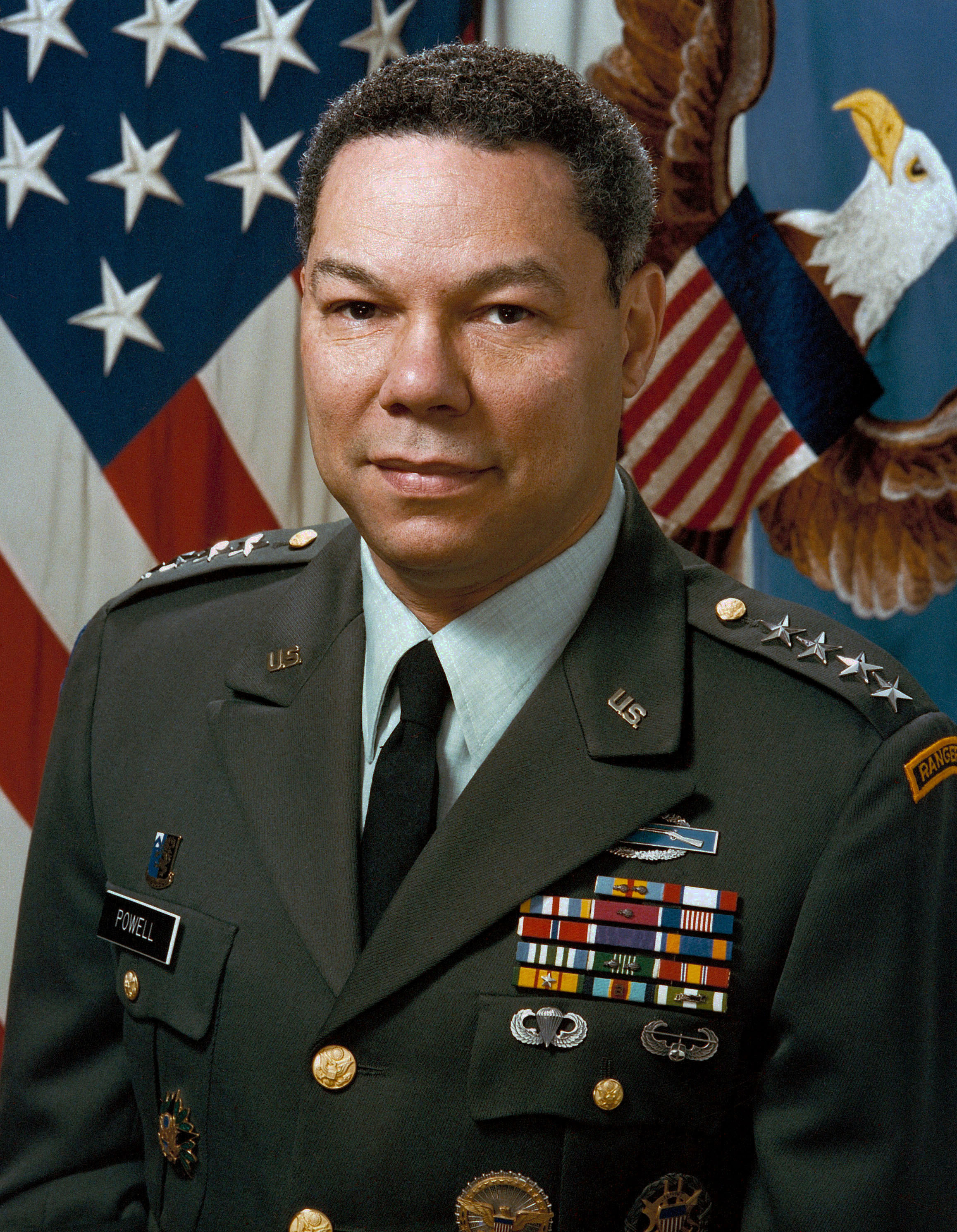
Colin Powell, alors général, en 1989. Il sera chef d'état-major des armées entre 1989 et 1993 puis secrétaire d'État entre 2001 et 2005.

Six mois plus tard, Tom Glen, un soldat de la 11e brigade, écrit une lettre au général Creighton Williams Abrams, le nouveau commandant du MACV. Il décrit une brutalité continue et routinière contre les civils vietnamiens de la part des forces américaines au Viêt Nam qu'il a personnellement vue et conclut : « Il serait vraiment terrible de croire qu'un soldat américain qui possède une telle intolérance raciale et le mépris de la justice et du sentiment humain est un prototype de tout caractère national américain […] mais la fréquence […] accrédite en partie de telles croyances […] j'ai vu [cela] non seulement dans ma propre unité, mais aussi dans d'autres avec lesquelles nous avons travaillé, et je crains [que ce] soit universel. Si tel est le cas, c'est un problème qui ne peut être négligé, mais qu'il est peut-être possible, par une mise en œuvre plus ferme des codes du MACV et des Conventions de Genève, d'éradiquer ».
Les trois militaires américains qui ont tenté de mettre fin au massacre et de sauver les civils cachés sont dénoncés comme traîtres par plusieurs députés américains, dont L. Mendel Rivers, président de la Commission des forces armées de la Chambre des représentants des États-Unis,,.
Colin Powell, chef adjoint du personnel des opérations de la division et alors âgé de 31 ans, est chargé d'enquêter sur la lettre, qui ne se réfère pas spécifiquement à Mỹ Lai, car Glen a une connaissance limitée de ces événements précis. Dans son rapport, Powell écrit : « Dans le cadre d'une réfutation directe de cette représentation, […] les relations entre les soldats de la Division Americal et le peuple vietnamien sont excellentes ». La manipulation de Powell est ensuite caractérisée par certains observateurs comme un « blanchiment » des atrocités de Mỹ Lai. En mai 2004, Powell, alors secrétaire d'État des États-Unis, déclare à Larry King de CNN : « Je veux dire, j'étais dans une unité qui était responsable de Mỹ Lai. Je suis arrivé après Mỹ Lai. Vous savez, dans la guerre, des événements horribles comme celui-là se produisent de temps en temps, et il faut le déplorer ».
En 1966, le massacre de Bình Hòa par les troupes sud-coréennes avait déjà eu lieu dans la province de Quảng Ngãi, tandis qu'en février 1968, dans la province voisine de Quảng Nam, lors d'une opération similaire, le massacre de Phong Nhị et Phong Nhất et le massacre de Hà My (en) furent commis par des marines sud-coréens. En ce qui concerne l'armée américaine, sept mois avant le massacre de Mỹ Lai, sur l'ordre de Robert McNamara, l'inspecteur général du département de la Défense des États-Unis enquête sur la couverture médiatique d'atrocités qui auraient été commises dans le sud du Viêt Nam. En août 1967, le rapport de 200 pages intitulé Alleged Atrocities by U.S. Military Forces in South Vietnam (« Les allégations d'atrocités des forces militaires des États-Unis au Viêt Nam du Sud ») est complété. Il conclut que de nombreuses troupes américaines n'avaient qu'une compréhension partielle des conventions de Genève. Cependant, aucune mesure palliative ne fut prise.
Indépendamment de Tom Glen, le spécialiste (en) Ronald Ridenhour, ancien artilleur sur hélicoptère dans la 11e brigade, envoie une lettre en mars 1969 à trente membres du Congrès des États-Unis les implorant d'enquêter sur les circonstances entourant l'incident de « Pinkville ». Lui et son pilote, le warrant officer Gilbert Honda, ont survolé Mỹ Lai plusieurs jours après l'opération et ont observé une scène de destruction complète. À un moment donné, ils ont survolé une femme vietnamienne morte avec un insigne de la 11e brigade sur son corps. Ridenhour avait appris les événements de Mỹ Lai en parlant aux membres de la compagnie C sur quelques mois à partir d'avril 1968. Il est convaincu que quelque chose d'assez sinistre et sanglant a bien eu lieu à Mỹ Lai et il est tellement perturbé par ces histoires que, dans les trois mois qui suivent son départ de l'armée, il exprime ses préoccupations au Congrès. Il inclut le nom de Michael Bernhardt, un témoin oculaire qui a accepté de témoigner, dans sa lettre.

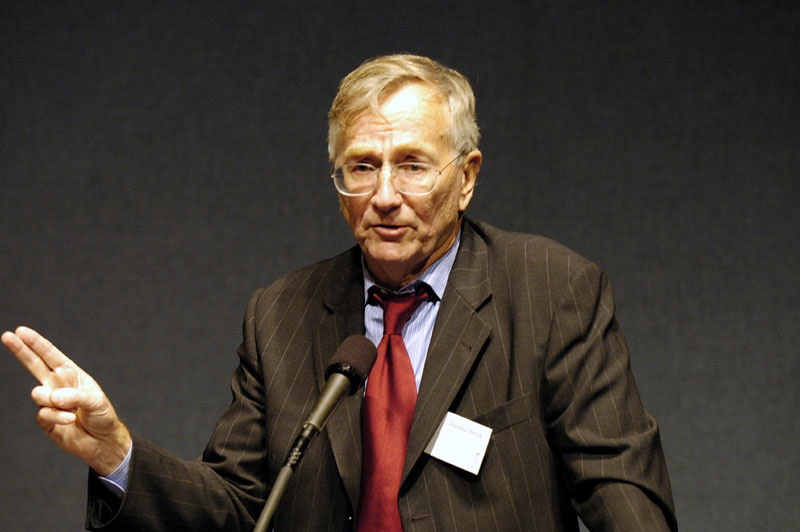
Seymour Hersh, journaliste d'investigation américain à l'origine de nombreuses révélations comme le massacre de Mỹ Lai ou encore, plus tard, le scandale d'Abou Ghraib. Il recevra le prix Pulitzer en 1970 pour Mỹ Lai.

La plupart des récipiendaires de la lettre de Ridenhour l'ignorent, à l'exception du député Mo Udall et des sénateurs Barry Goldwater et Edward Brooke. Udall exhorte le Commission des forces armées de la Chambre des représentants des États-Unis à demander aux fonctionnaires du Pentagone de mener une enquête.
Le journaliste d'investigation indépendant Seymour Hersh, après de longues entrevues avec Calley, dévoile l'histoire du massacre de Mỹ Lai le 12 novembre 1969 via Associated Press. Le 20 novembre, les magazines Time, Life et Newsweek couvrent l'histoire et la chaîne télévisée CBS réalise un entretien avec Paul Meadlo, un soldat dans l'unité de Calley pendant le massacre. Le quotidien The Plain Dealer de Cleveland publie des photographies explicites de villageois tués à Mỹ Lai.
Alors que les membres du Congrès demandent une enquête et que les correspondants de presse à l'étranger expriment leur horreur en apprenant le massacre, le Conseiller juridique de l'armée (en) Robert E. Jordan III (en) est chargé de parler à la presse. Il refuse de confirmer les allégations contre Calley.
En novembre 1969, le lieutenant-général William R. Peers est nommé par le secrétaire à l'Armée et le chef d'état-major de l'armée pour procéder à une révision approfondie de l'incident de Mỹ Lai du 16 au 19 mars 1968 et de l'enquête de l'armée. Le rapport final de Peers, présenté à ses responsables le 17 mars 1970, est très critique pour les officiers supérieurs de la brigade et des divisions qui ont participé à la dissimulation et aux soldats de la compagnie C pour leurs actions à Mỹ Lai. Selon les conclusions de Peers : « Les membres du [1er Bataillon] ont tué au moins 175 à 200 hommes, femmes et enfants vietnamiens. Les éléments dont nous disposons ne permettent pas de confirmer plus de trois ou quatre individus comme appartenant au Việt Cộng, bien qu'il y eût certainement plusieurs [Việt Cộng] non armés (hommes, femmes et enfants) parmi eux et beaucoup de partisans et de sympathisants plus actifs. Un homme de la compagnie a été signalé comme blessé par la décharge accidentelle de son arme. […] une tragédie de proportions majeures s'est produite à Son My ».
Les critiques des rapports de Peers soulignent qu'il cherche à rejeter la faute sur quatre officiers déjà morts, parmi lesquels le commandant de Task Force Barker, Frank A. Barker, décédé lors d'une collision aérienne le 13 juin 1968. En outre, le rapport de Peers évite de tirer des conclusions ou des recommandations concernant l'examen plus approfondi du traitement des civils dans une zone de guerre. En 1968, un journaliste américain, Jonathan Schell (en), écrit que dans la province vietnamienne de Quang Ngai où le massacre de Mỹ Lai s'est produit, jusqu'à 70 % de tous les villages ont été détruits par les bombardements aériens et d'artillerie, y compris par l'utilisation de napalm. 40 % de la population est constituée de réfugiés et les pertes civiles totales sont proches de 50 000 par an. En ce qui concerne le massacre de Mỹ Lai, il déclare : « Il ne fait aucun doute qu'une telle atrocité n'était possible que parce […] tuer des civils et détruire leurs villages était devenu la règle, et non l'exception, dans notre conduite de la guerre ».

Explosions de bombes au napalm durant la guerre du Viêt Nam.

En mai 1970, un sergent qui participa à l'opération Speedy Express écrit au chef d'état-major de l'armée, Westmoreland, une lettre confidentielle dans laquelle il s'épanche sur les meurtres de civils. Selon lui, ils en seraient à « un Mỹ Lai par mois depuis plus d'un an » en 1968-1969. Deux autres lettres de ce type, écrites par des soldats à des chefs militaires en 1971, sont découvertes dans les documents déclassifiés des Archives nationales. Les lettres décrivent des événements communs de meurtres civils lors des opérations de pacification de la population. La politique de l'armée insistant également sur un nombre très élevé de morts, il est probable que des morts civils aient été comptabilisés comme morts au combat. En septembre 1969, le major général Julian Ewell (en), commandant de la 9e division d'infanterie, soumet un rapport confidentiel à Westmoreland et à d'autres généraux. Il y fait allusion aux meurtres indiscriminés et décrits comme inévitables, et décrit la campagne ravagée de certaines régions du Viêt Nam comme évoquant les champs de la bataille de Verdun.
En juillet 1969, le Bureau du grand général de l'armée (en) commence à examiner les éléments de preuve recueillis par l'enquête des généraux concernant des accusations criminelles éventuelles. Finalement en septembre 1969, plusieurs chefs d'accusation de meurtre prémédité sont imputés à Calley et vingt-cinq autres officiers et soldats sont ensuite accusés de crimes connexes.

### Cour martiale
Le 17 novembre 1970, une cour martiale aux États-Unis inculpe 14 officiers, y compris le major général Samuel W. Koster, le commandant de la 23e division d'infanterie, en supprimant les informations relatives à l'incident. La plupart des accusations sont ensuite abandonnées. Le commandant de la brigade, le colonel Henderson, est le seul commandant de haut rang à être jugé pour des accusations relatives à la dissimulation du massacre de Mỹ Lai. Il est acquitté le 17 décembre 1971.
Au cours du procès de quatre mois, le lieutenant Calley affirme systématiquement qu'il suivait les ordres de son commandant, le capitaine Medina. Malgré cela, il est condamné à la prison à perpétuité le 29 mars 1971 après avoir été reconnu coupable du meurtre prémédité d'au moins vingt personnes. Deux jours plus tard, le président des États-Unis Richard Nixon prend la décision controversée — car cela se rapproche d'une grâce — de faire sortir Calley de sa prison de Fort Benning en Géorgie, et de le placer en résidence surveillée en attendant le procès en appel. La condamnation de Calley est confirmée par la Cour de l'armée d'examen militaire en 1973 et par la Cour des appels militaires des États-Unis en 1974. En août 1971, la peine de Calley est réduite par l'Autorité de convocation (en) à vingt ans. Calley finit par purger trois ans et demi en résidence surveillée à Fort Benning, dont trois mois dans une caserne disciplinaire à Fort Leavenworth au Kansas. En septembre 1974, il est libéré par le secrétaire à l'Armée Bo Callaway (en). Calley devient dans le même temps un héros de l'extrême droite américaine.

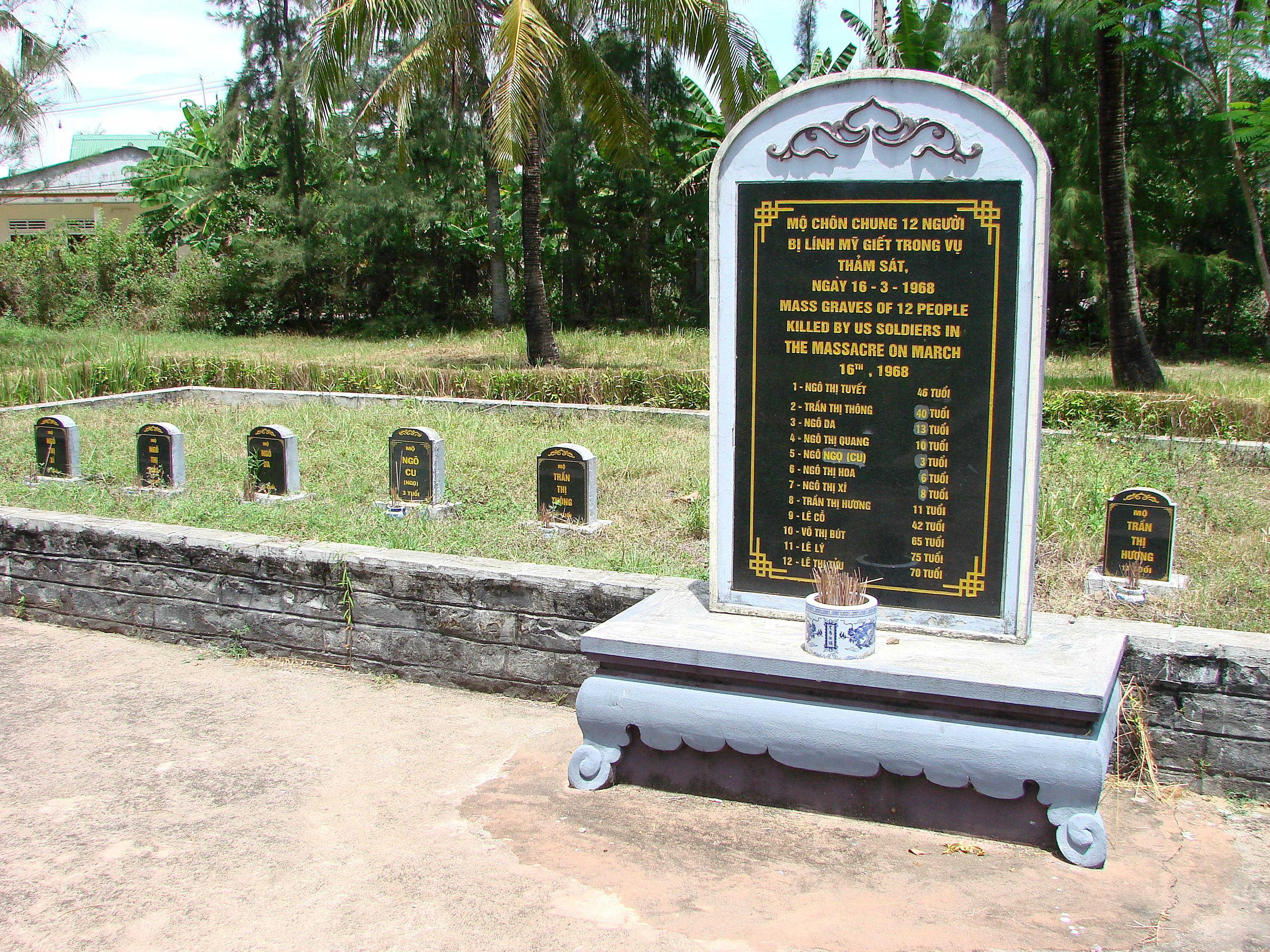
Une fosse commune où sont enterrées 12 victimes du massacre.

Dans un procès séparé, le capitaine Medina refuse de porter la responsabilité des ordres qui ont mené au massacre et est acquitté de toutes les accusations, ce qui va à l'encontre de la théorie de la command responsibility (« responsabilité du commandement »), à laquelle le nom de Medina est désormais étroitement associé (le fameux « Medina standard »). Cependant, plusieurs mois après son acquittement, Medina admet qu'il a supprimé des preuves et menti au colonel Henderson au sujet du nombre de civils tués. Le capitaine Kotouc, un officier du renseignement de la 11e brigade, est également traduit en cour martiale et déclaré non coupable. Le major général Samuel W. Koster est rétrogradé au rang de brigadier général et perd son poste de surintendant de l'académie militaire de West Point. Son adjoint, le brigadier général Young, reçoit une lettre de censure. Les deux se voient retirer leur Army Distinguished Service Medal décernée pour leur service au Viêt Nam.
En fin de compte, sur les 26 hommes initialement inculpés, le lieutenant Calley est le seul condamné. Les résultats de la cour martiale de Mỹ Lai n'ont pas permis de faire respecter les lois de la guerre établies dans les tribunaux de guerre de Nuremberg et de Tokyo. Par exemple, pour Telford Taylor, principal procureur américain à Nuremberg, les principes juridiques établis lors des procès pour crimes de guerre auraient pu être utilisés pour poursuivre les hauts commandants militaires américains pour avoir omis d'éviter des atrocités telles que celle de Mỹ Lai. Le secrétaire à l'Armée Bo Callaway (en) est cité dans le New York Times pour avoir indiqué que la peine de Calley était réduite parce que Calley croyait honnêtement que ce qu'il avait fait était l'application des ordres qu'il avait reçus, un argument infondé si l'on se réfère aux normes établies à Nuremberg et à Tokyo, selon lesquelles les ordres reçus ne sauraient justifier qu'on en vienne à commettre des crimes de guerre. Dans l'ensemble, à l'exception de la cour martiale de Mỹ Lai, trente-six procès militaires furent organisés par l'armée américaine de janvier 1965 à août 1973 pour des crimes perpétrés contre des civils au Viêt Nam.
Les peines légères prononcées contre des soldats présents à Mỹ Lai ainsi que la réticence à tenir pour responsables leurs supérieurs découlent en partie de la méthode de dénombrement et de la Mere Gook Rule (en) — une doctrine officieuse selon laquelle les soldats ne seraient pas poursuivis pour avoir tué ou blessé des civils vietnamiens —, cette dernière encourageant même les soldats américains à faire peu de cas de la vie des civils sud-vietnamiens. Selon le journaliste Nick Turse (en), cela a pu engendrer des massacres moins connus que celui de Mỹ Lai, sans parler de la mise en place d'un « modèle » de crimes de guerre au Viêt Nam. L'opinion publique américaine pense que ce massacre est unique ou une exception ; or, en consultant les archives, Nick Turse est tombé sur les dossiers d'un groupe de recherche secret, le Vietnam War Crimes Working Group, qui montre que l'armée américaine avait compilé les preuves de plus de 300 massacres, meurtres, viols ou tortures commis par des soldats américains. Pour l'intellectuel américain Noam Chomsky, Mỹ Lai n'était qu'une « banalité », un épisode dans « une opération militaire appelée Wheeler/Wallowa (en), qui était une énorme opération de génocide au cours de laquelle les raids des B-52 ciblaient les villages ».

### Survivants

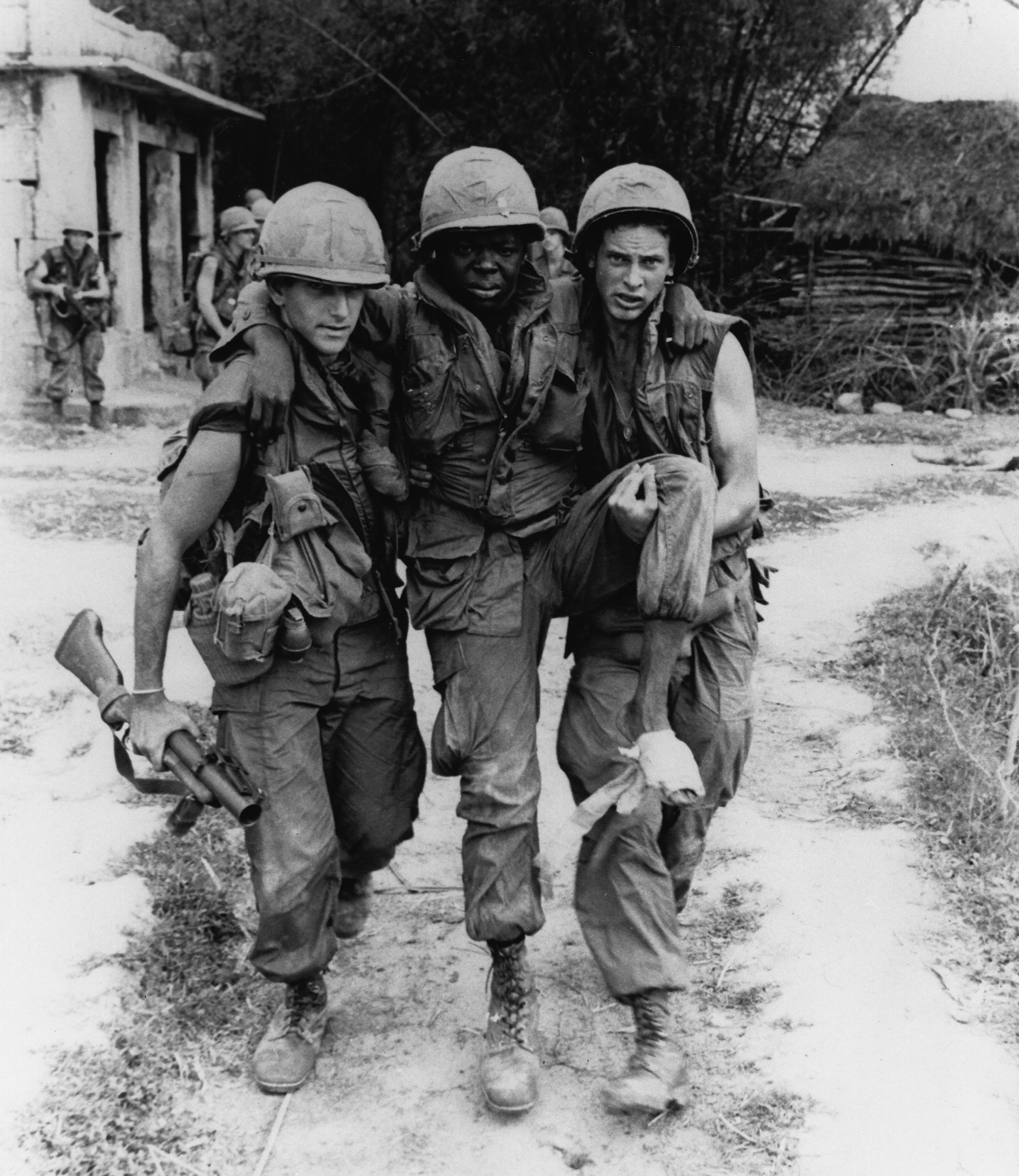
Le soldat américain et rat des tunnels Herbert L. Carter, blessé lors de l'opération. Il s'est tiré lui-même dans le pied lors du rechargement de son pistolet. Accident ou geste délibéré, il a prétendu s'être volontairement blessé pour être évacué hors du village lorsque le massacre a commencé.

Au début de l'année 1972, le camp de Mỹ Lai où les survivants du massacre avaient été déplacés est largement détruit par l'artillerie de l'Armée de la république du Viêt Nam et des bombardements aériens. Les témoins oculaires restants sont ainsi dispersés. La destruction est officiellement attribuée aux « terroristes du Việt Cộng » mais la vérité est révélée par un religieux de la Société religieuse des Amis travaillant alors dans la région. Le témoignage de ce religieux, Martin Teitel, est publié en juin 1972 dans le New York Times.
Certes, beaucoup de soldats américains qui avaient été présents à Mỹ Lai pendant le massacre ont accepté de porter une responsabilité morale dans la mort des civils. Certains d'entre eux ont même exprimé des regrets, mais sans reconnaître aucune culpabilité personnelle, à l'instar d'Ernest Medina, qui déclara : « Je regrette, mais je n'ai aucune culpabilité parce que je ne l'ai pas causé. Ce n'est pas [pour cela] que l'armée, en particulier l'armée des États-Unis, est formée ». Lawrence La Croix, un chef d'équipe de la compagnie C à Mỹ Lai, explique en 2010 l'impossibilité de ne pas suivre un ordre, même illégal, dans une situation de combat.
Le 16 mars 1998, un rassemblement d'habitants et d'anciens soldats américains et vietnamiens a eu lieu sur les lieux du massacre de Mỹ Lai au Viêt Nam pour commémorer le 30e anniversaire de l'événement. Les vétérans américains Hugh Thompson, Jr. et Lawrence Colburn, qui protégeaient les civils pendant le massacre, s'adressent à la foule. Parmi les auditeurs, il y a Phan Thi Nhanh, une fille de quatorze ans au moment du massacre. Sauvée par Thompson et se souvenant de cette journée tragique, elle déclare : « Nous ne disons pas que nous oublions. Nous essayons simplement de ne pas penser au passé, mais dans nos cœurs, nous gardons une place pour y penser ». Aucun diplomate américain ni aucun autre fonctionnaire n'a assisté à cette commémoration.
Plus de mille personnes se rassemblent de nouveau le 16 mars 2008, quarante ans après le massacre, en souvenir des victimes d'un des chapitres les plus notoires de la guerre du Viêt Nam. Les États-Unis y sont officieusement représentés par un groupe bénévole du Wisconsin qui a construit en dix ans trois écoles à Mỹ Lai et créé un « jardin de paix ».
Quarante et un ans après les faits qui continuent de hanter William Calley, celui-ci a exprimé en privé le 19 août 2009 des remords devant les membres du club des Kiwanis de l'agglomération de Columbus : « Il ne se passe pas un jour sans que je ressente des remords pour ce qui s'est passé ce jour-là à Mỹ Lai. J'éprouve des remords pour les Vietnamiens qui ont été tués, pour leurs familles, pour les soldats américains impliqués et pour leurs familles. Je suis profondément désolé ». Il explique également avoir suivi « bêtement » les ordres.
Duc Tran Van, âgé de sept ans au moment du massacre et résidant désormais à Remscheid en Allemagne, qualifie les excuses de « concrètes » et écrit une lettre publique à Calley décrivant le sort de nombreuses familles pour lui rappeler que le temps ne soulageait pas la douleur et que la douleur et le chagrin des vies perdues resteront toujours à Mỹ Lai.

## Couverture médiatique

### Presse écrite

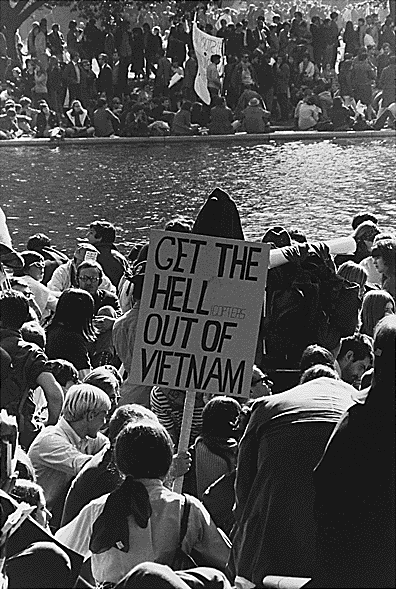
Manifestation contre la guerre du Viêt Nam à Washington en octobre 1967 (avant le massacre de Mỹ Lai).

Un photographe (Ronald Haeberle) et un journaliste du détachement de l'information rattachés à la 11e brigade et à la TF Barker atterrissent avec la compagnie C à Sơn Mỹ le 16 mars 1968. Cependant, le bulletin d'information de la 23e division d'infanterie (Americal News Sheet) publiée le 17 mars 1968, ainsi que le bulletin d'information de la 11e brigade (Trident) ne mentionnent pas la mort de « non-combattants » en grand nombre à Mỹ Lai. Le journal Stars and Stripes publie une mention indiquant que les troupes américaines ont tué 128 « Rouges » le 18 mars. Le 12 avril 1968, le Trident a écrit : « Les opérations les plus punitives entreprises par la brigade dans la zone de l'opération Muscatine ont impliqué trois raids distincts dans le village et les environs de Mỹ Lai, qui ont coûté au VC 276 tués ». Le 4 avril 1968, le bureau de l'information de la 11e brigade publie un communiqué de presse sur les opérations récentes à « Pinkville », sans aucune information sur les pertes importantes parmi les civils. Une enquête criminelle subséquente révèle que « les deux individus n'ont pas signalé ce qu'ils avaient vu, le journaliste a écrit un compte rendu faux et trompeur de l'opération, et le photographe a retenu et supprimé des autorités compétentes les preuves photographiques des atrocités qu'il avait obtenues ».
Les premières mentions du massacre de Mỹ Lai sont apparues dans les médias américains après le vague communiqué de presse de Fort Benning concernant les accusations portées contre le lieutenant Calley, distribué le 5 septembre 1969. Par conséquent, NBC diffuse le 10 septembre 1969 dans le Huntley-Brinkley Report (en) la mention de l'assassinat d'un certain nombre de civils au Viêt Nam du Sud. À la suite de cela, Ronald Ridenhour décide de désobéir à l'ordre de l'armée de restreindre l'information aux médias. Il s'est approché du journaliste Ben Cole du Phoenix Republic qui choisit de ne pas prendre le scoop. Charles Black du Columbus Enquirer découvre l'histoire par lui-même mais décide également de la mettre en attente. Deux grands journaux de presse nationale — The New York Times et The Washington Post — reçoivent des informations partielles, mais n'agissent pas non plus.
Un appel téléphonique le 22 octobre 1969, pris en charge par le journaliste d'investigation Seymour Hersh, et l'enquête indépendante subséquente qu'il mènera, brise le silence qui entoure le massacre de Mỹ Lai. Hersh essaye d'abord de vendre l'histoire aux magazines Life et Look mais les deux refusent. Hersh porte ensuite son enquête au Dispatch News Service (en), qui l’envoie à cinquante grands journaux américains. Une trentaine d'entre eux l'acceptent pour publication. Le journaliste du New York Times, Henry Kamm, enquête plus profondément et trouve plusieurs survivants du massacre de Mỹ Lai au Viêt Nam du Sud. Il estime le nombre de civils tués à 567. Ensuite, Ben Cole publie un article sur Ronald Ridenhour, un soldat lanceur d'alerte qui a commencé à découvrir la vérité sur le massacre de Mỹ Lai. Joe Eszterhas du Plain Dealer, ami de Ronald Haeberle et connaissant la preuve photographique du massacre, publie des photographies de cadavres de vieillards, femmes et enfants le 20 novembre 1969. L'article du magazine Time le 28 novembre 1969 et dans le magazine Life le 5 décembre 1969 amène finalement le massacre dans le débat public.
Richard Strout (en), le commentateur politique du Christian Science Monitor, souligne que « l'autocensure de la presse américaine a contrarié les divulgations de M. Ridenhour pendant un an ». « Personne ne voulait y aller », a-t-il ajouté.
Par la suite, des entretiens et des histoires liés au massacre de Mỹ Lai commencent à apparaître régulièrement dans la presse américaine et internationale. Cette affaire contribue à la montée en puissance de l'opposition à la guerre du Viêt Nam et du mouvement pacifiste aux États-Unis. Il a été largement évoqué au cours des séances du Tribunal Russell.

### Télévision et cinéma

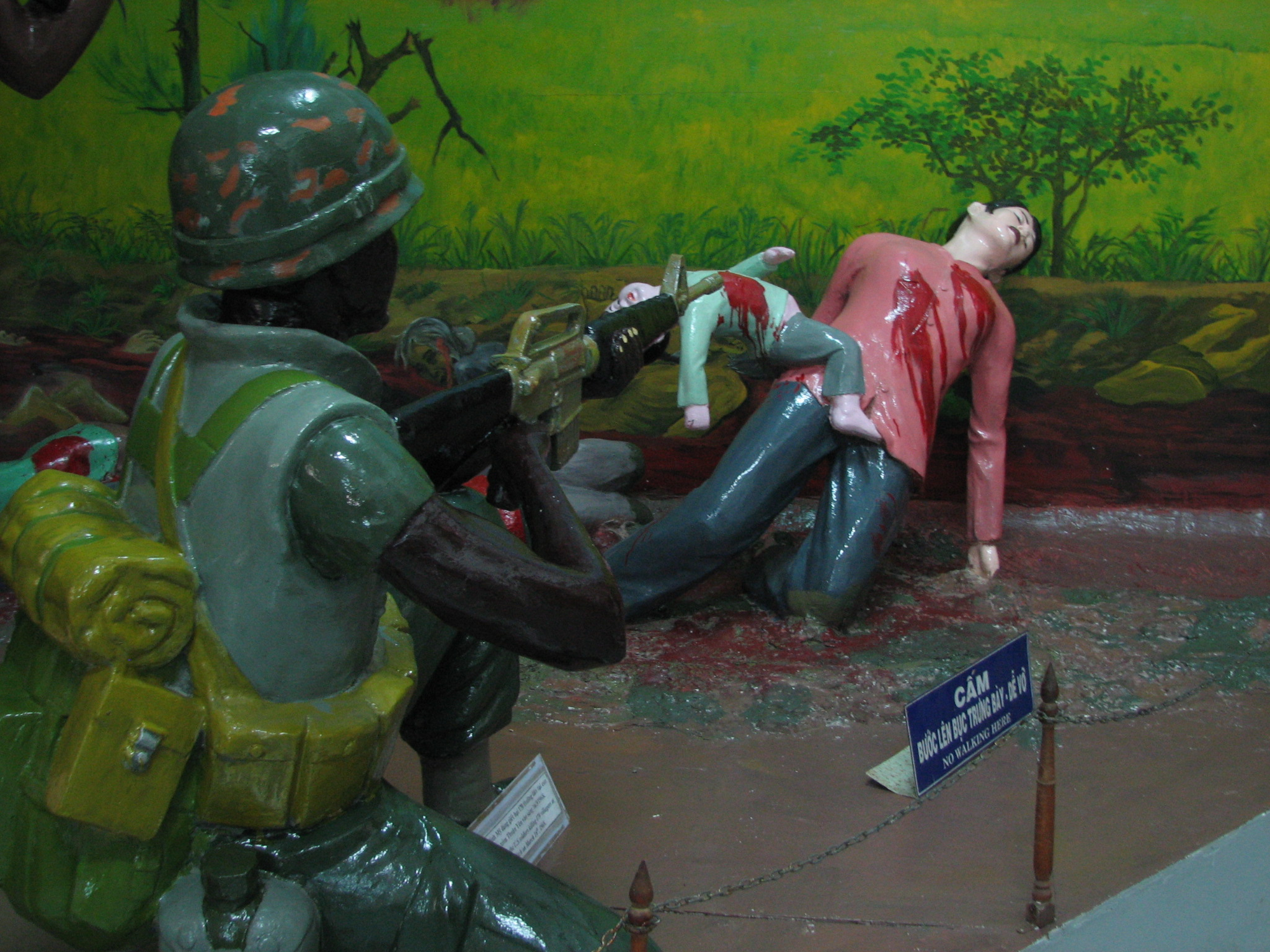
Diorama du massacre de Mỹ Lai au musée consacré sur le site.

Plusieurs œuvres de télévision et de cinéma ont pour sujet le massacre de Mỹ Lai :
- Le documentaire Interviews with My Lai Veterans (1971) de Joseph Strick remporte l'Oscar du meilleur court métrage documentaire[43]. Dans ce document, cinq soldats ayant participé au massacre  témoignent et tentent d'expliquer leurs actes[43].
- Le docudrama Judgment: The Court Martial of Lieutenant William Calley (1975) de Stanley Kramer et Lee Bernhard met en avant les acteurs Tony Musante et Harrison Ford[44]. Il a reçu un Primetime Emmy Award[44].
- Le 2 mai 1989, la chaîne de télévision britannique Yorkshire Television diffuse le documentaire Four Hours in My Lai (en) réalisé par Kevin Sim, dans le cadre de la série documentaire First Tuesday. En utilisant des déclarations de témoins américains et vietnamiens, le programme révèle de nouvelles preuves concernant le massacre. Ce programme est par la suite diffusé par PBS aux États-Unis le 23 mai 1989 sous le nom de Remember My Lai lors de la saison 7 de l'émission Frontline.
- En 1994, un film vidéo de 1971, My Lai Revisited, est diffusé dans 60 Minutes par CBS[45].
- Le 15 mars 2008, la BBC diffuse le documentaire The My Lai Tapes[46] sur la BBC Radio 4 et par la suite sur la BBC World Service, en anglais et vietnamien, utilisant des enregistrements audio inédits et des témoignages recueillis lors de l'enquête de 1969-1970.
- Le 26 avril 2010, PBS diffuse un documentaire dans le cadre de sa série documentaire American Experience, intitulée The American Experience: My Lai, aussi connu sous le nom de Mỹ Lai (en).
- En 2010, un film italien intitulé My Lai Four réalisé par Paolo Bertola est adapté du livre de Seymour Hersh sur le massacre[47].

D'autres œuvres font référence au massacre. Une scène de Platoon (1986), du cinéaste américain Oliver Stone, comporte une allusion au massacre. Stone envisage aussi depuis plusieurs années de consacrer à cet événement un film entier. Le projet, intitulé Pinkville, mettrait possiblement l'acteur Shia LaBeouf dans le rôle principal. De même, dans le film Tigerland de Joel Schumacher (2000), le massacre de Mỹ Lai est évoqué par un soldat en réponse à son sergent qui lui ordonne de tirer sur tout ce qui bouge, « que ce soit une femme, un p'tit gosse ou Johnny le fils du voisin ».

### Photographie

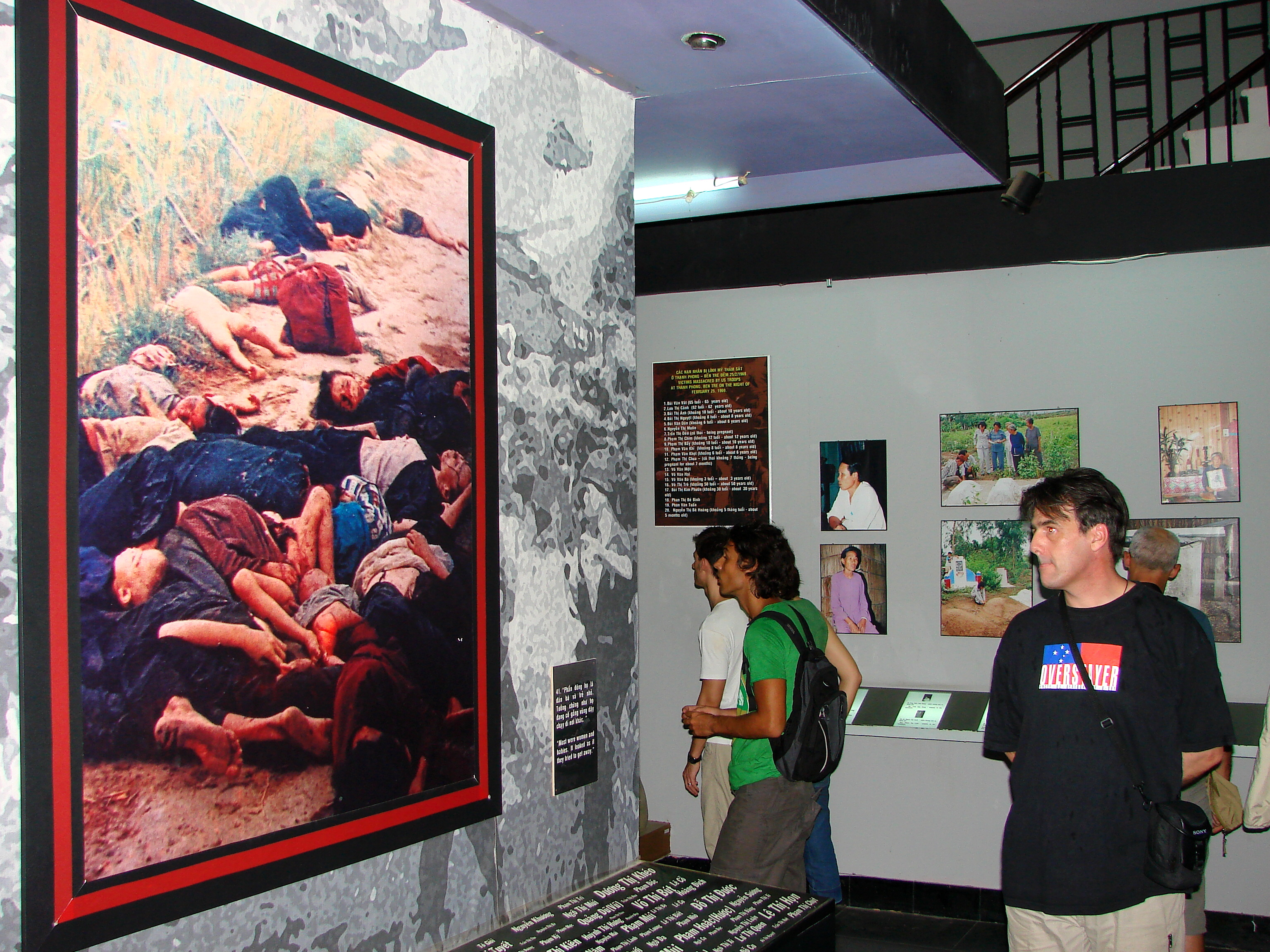
Exposition sur le massacre de Mỹ Lai au musée des vestiges de guerre d'Hô Chi Minh-Ville.

Le massacre de Mỹ Lai, comme beaucoup d'autres événements au Viêt Nam, est photographié par le personnel de l'armée américaine. Les images les plus publiées sont prises par Ronald Haeberle, un photographe du détachement de l'information de l'armée américaine qui accompagne les hommes de la compagnie C ce jour-là. En 2009, Haeberle admet qu'il a détruit un certain nombre de photographies qu'il avait prises lors du massacre. Contrairement aux photographies des cadavres, les photographies détruites représentaient des Américains dans l'acte concret de l'assassinat de civils vietnamiens.
L'épithète baby killers (« tueurs de bébés ») est souvent utilisé par des militants anti-guerre pour décrire les soldats américains, en grande partie à la suite du massacre de Mỹ Lai. Souvent raillés depuis au moins 1966, les soldats américains voient leur image encore ternie par le massacre de Mỹ Lai, les photographies d'Haeberle renforçant le stéréotype de soldats drogués tuant des bébés. Selon le professeur d'histoire M. Paul Holsinger, l'affiche And babies, qui utilise une photo d'Haeberle, est « facilement l'affiche la plus réussie pour [signaler] l'indignation que tant de personnes ressentaient sur le coût humain du conflit en Asie du Sud-Est. Des copies sont encore fréquemment visibles dans des rétrospectives portant sur la culture populaire de l'ère de la guerre du Viêt Nam ou dans des collections d'art de la période ».
Un autre soldat, John Henry Smail, du 3e peloton, prend au moins seize photographies en couleurs représentant le personnel de l'armée américaine, les hélicoptères et les vues aériennes de Mỹ Lai. Celles-ci, ainsi que les photographies d'Haeberle, sont incluses dans le Report of the Department of the Army review of the Preliminary Investigations into the My Lai Incident (« Rapport de l'examen de l'Enquête préliminaire du ministère de l'Armée de terre sur l'incident de Mỹ Lai »). L'ancien premier lieutenant Roger L. Alaux Jr., un observateur d'artillerie, qui est affecté à la compagnie C lors de l'assaut prend également des photos d'un hélicoptère ce jour-là, y compris des vues aériennes de Mỹ Lai, et de la zone d'atterrissage de la compagnie C.

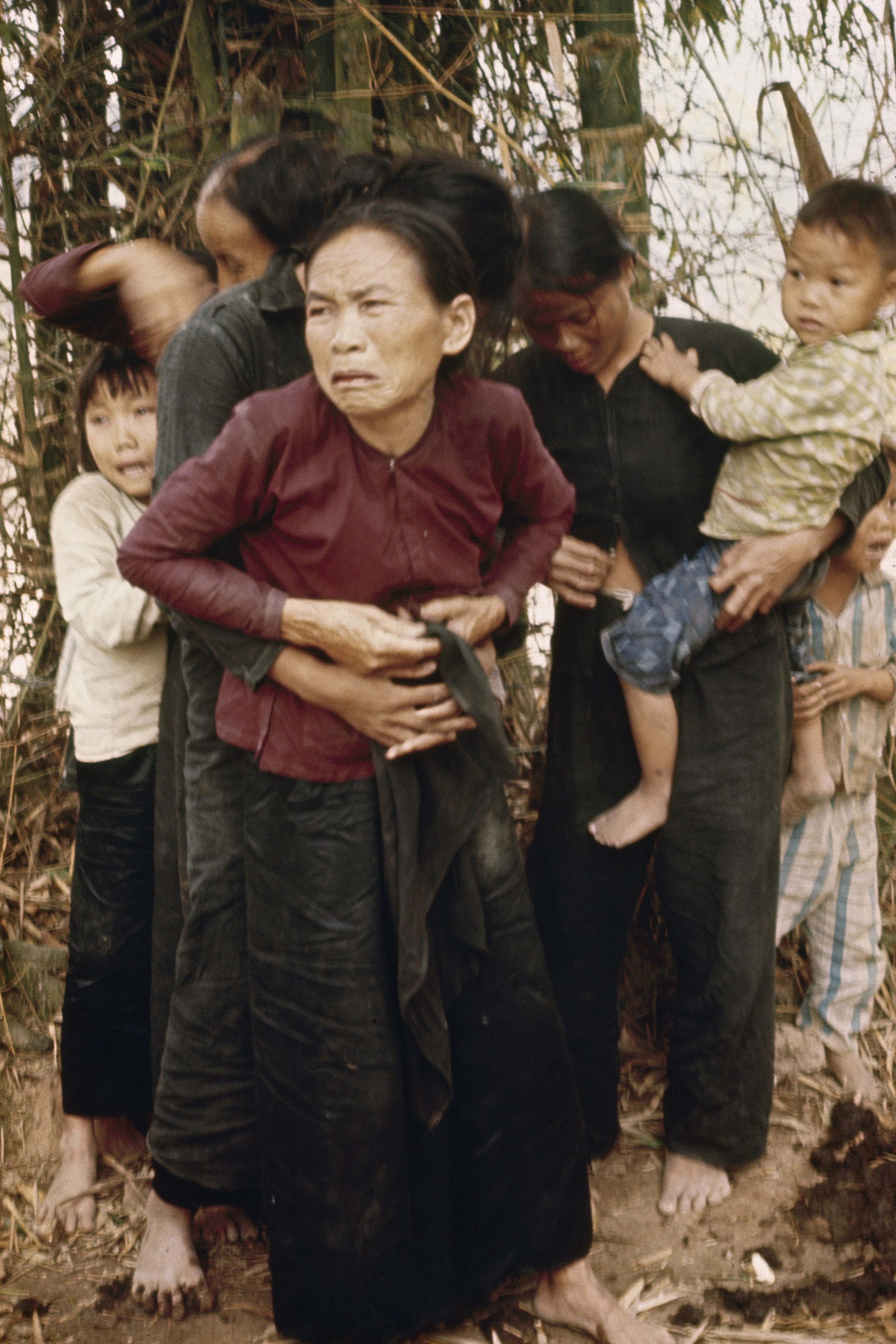
Femmes et enfants vietnamiens avant le massacre.
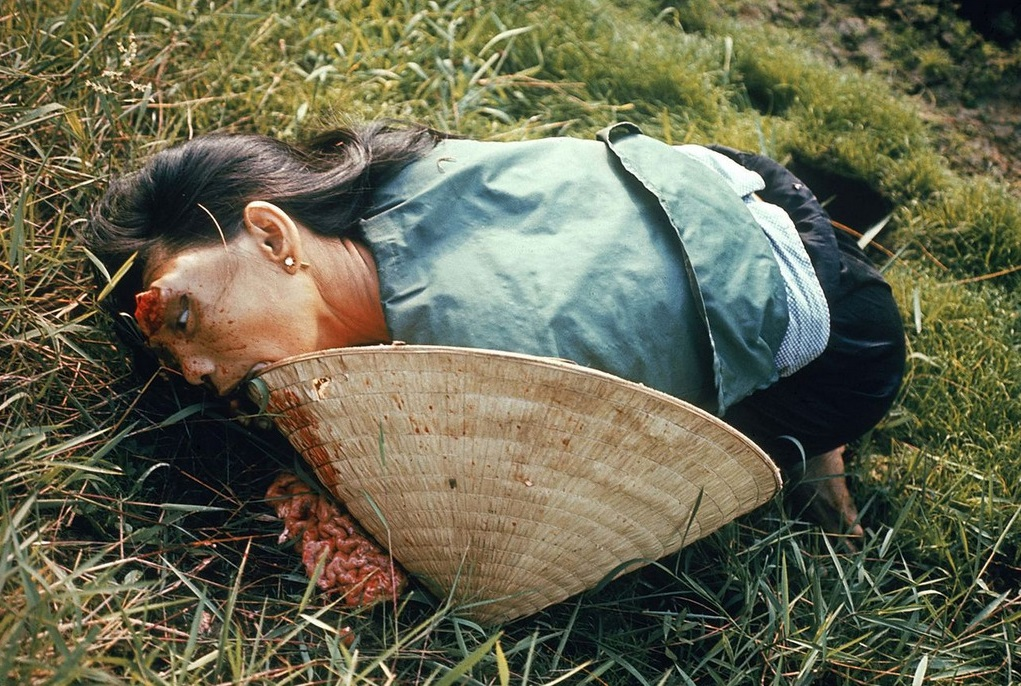
Mme Nguyễn Thị Tẩu, assassinée.
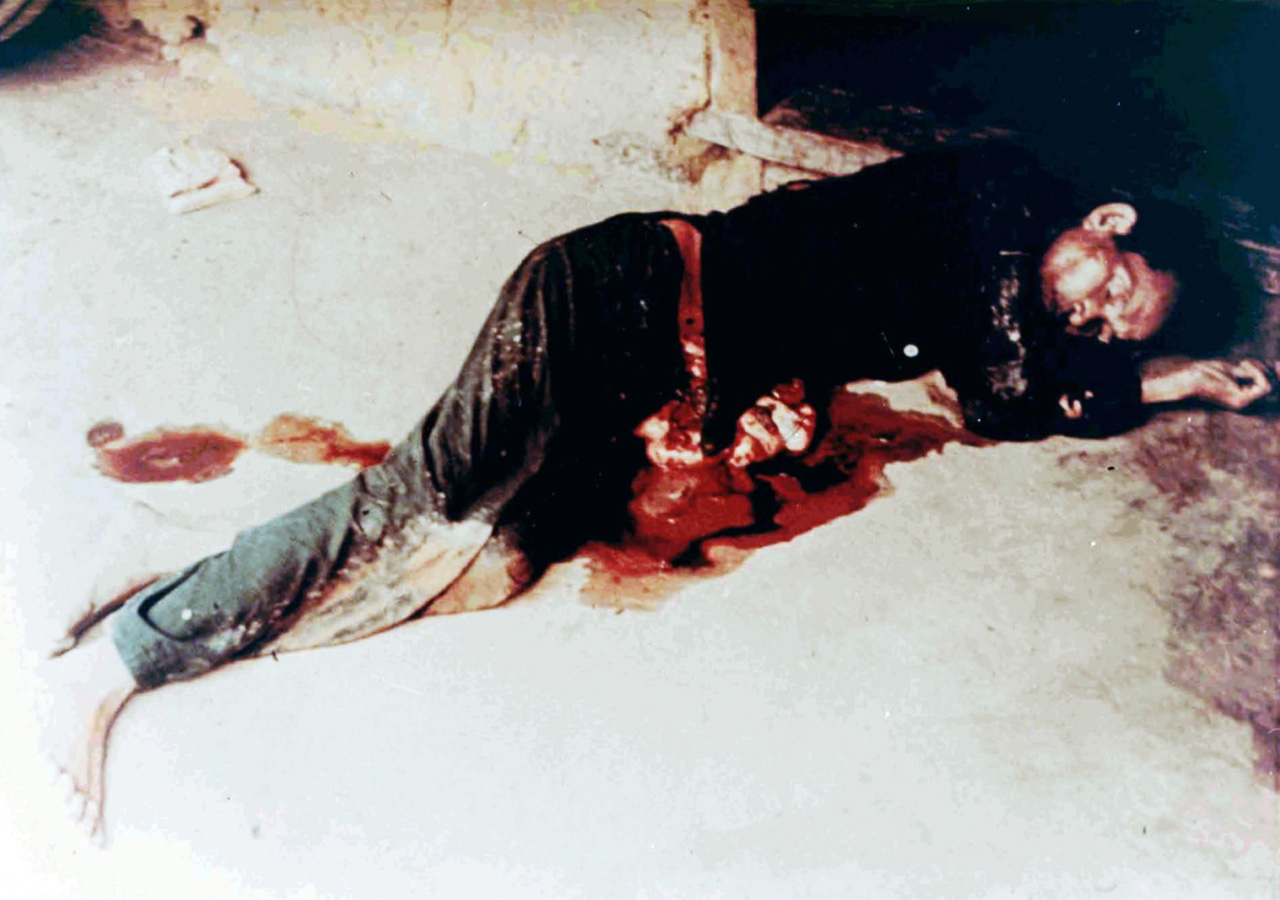
Un Vietnamien non identifié.
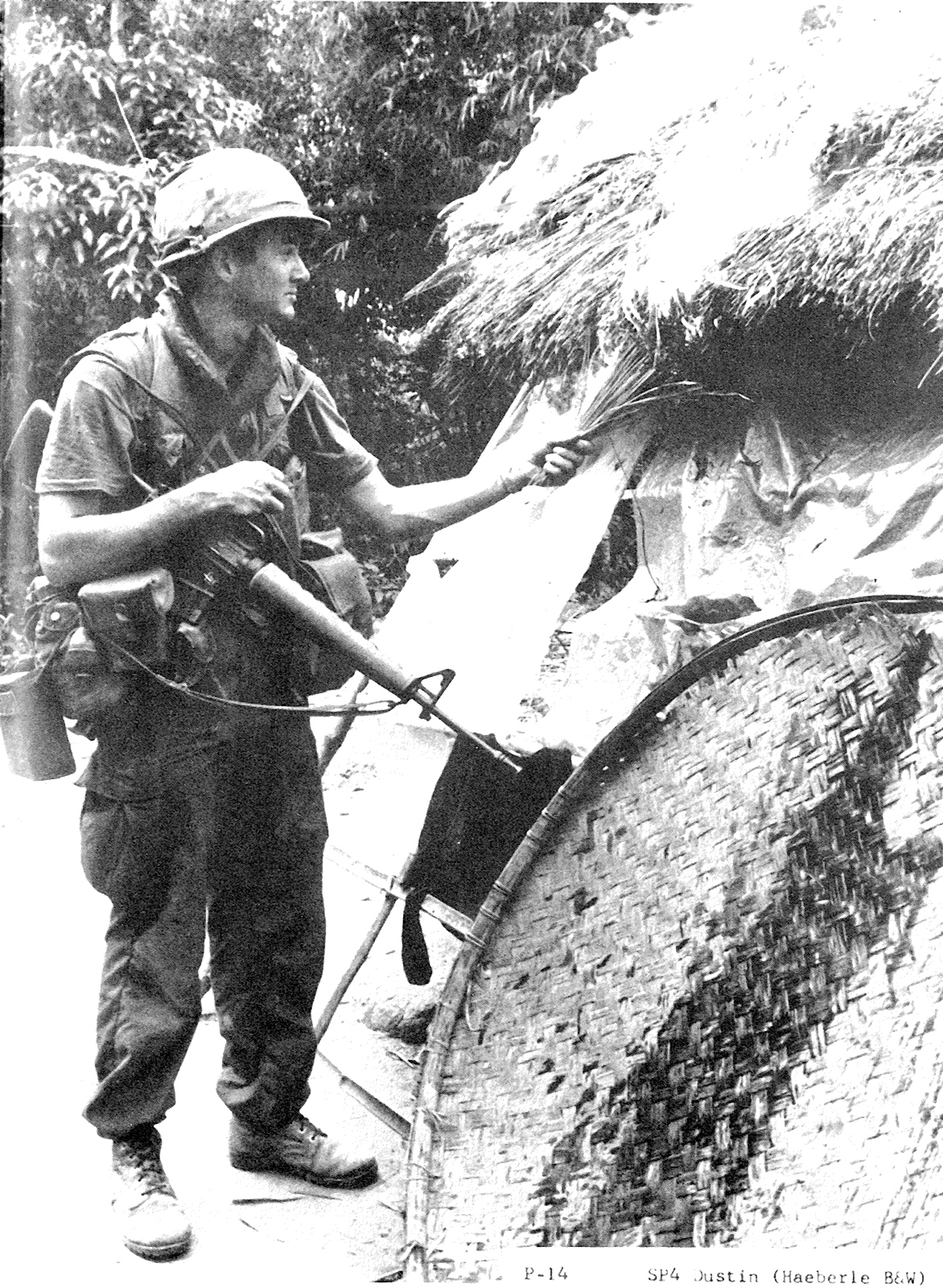
Un soldat brûlant une habitation.
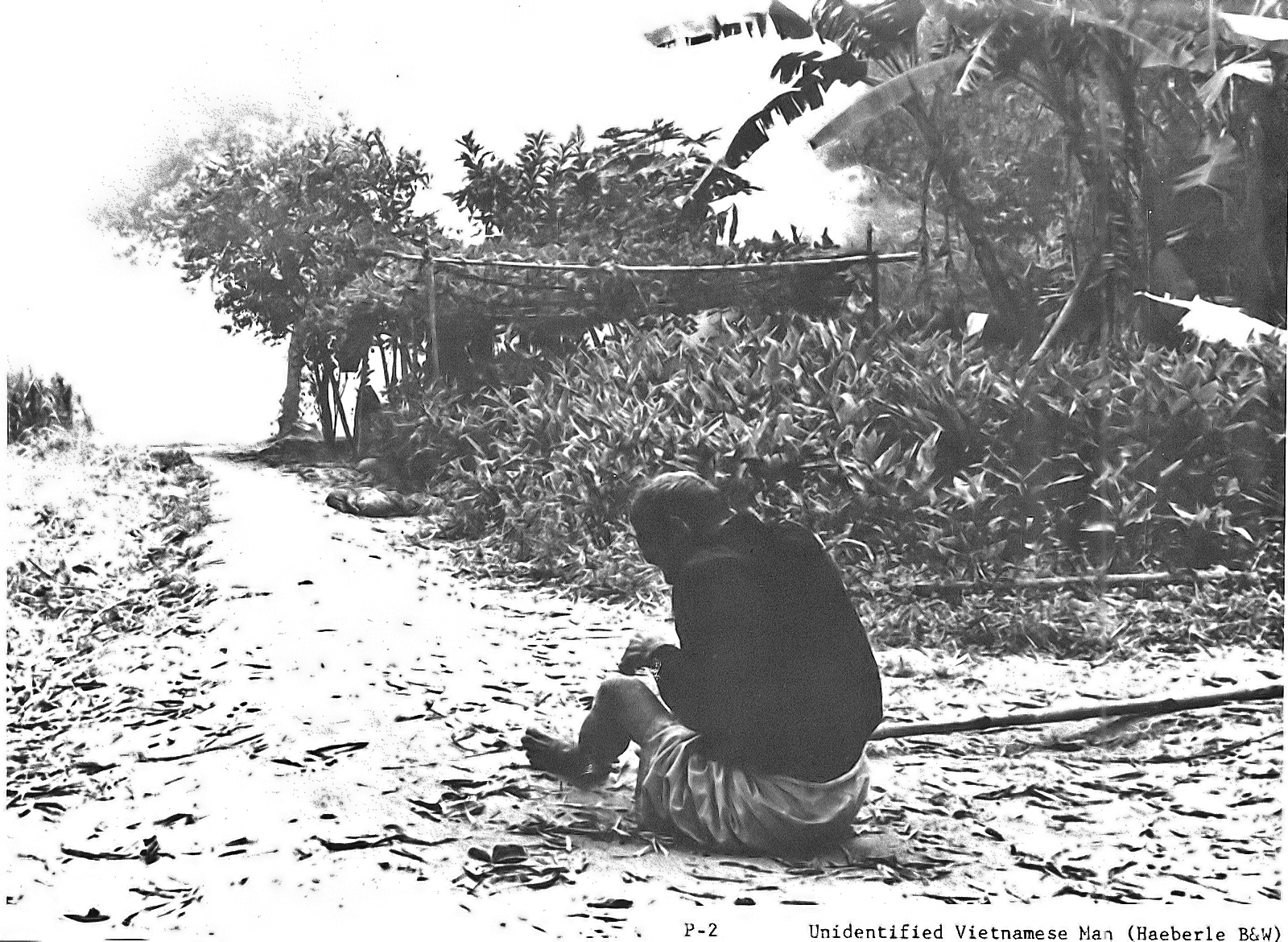
Corps d'un Vietnamien non identifié.
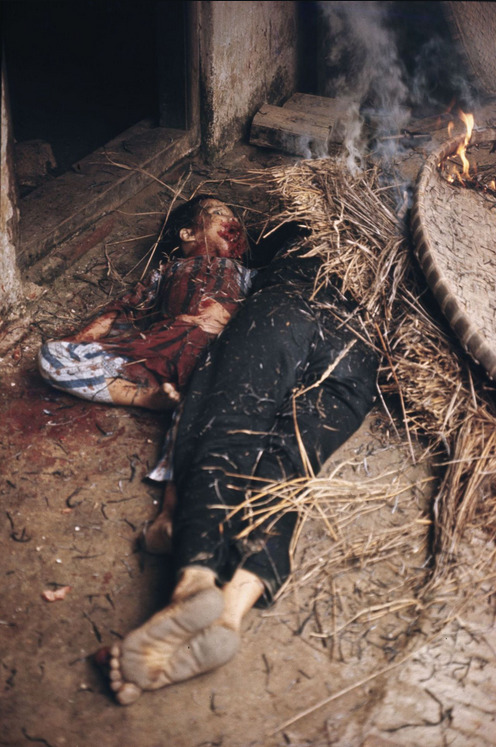
Victimes à Mỹ Lai.

### Souvenir

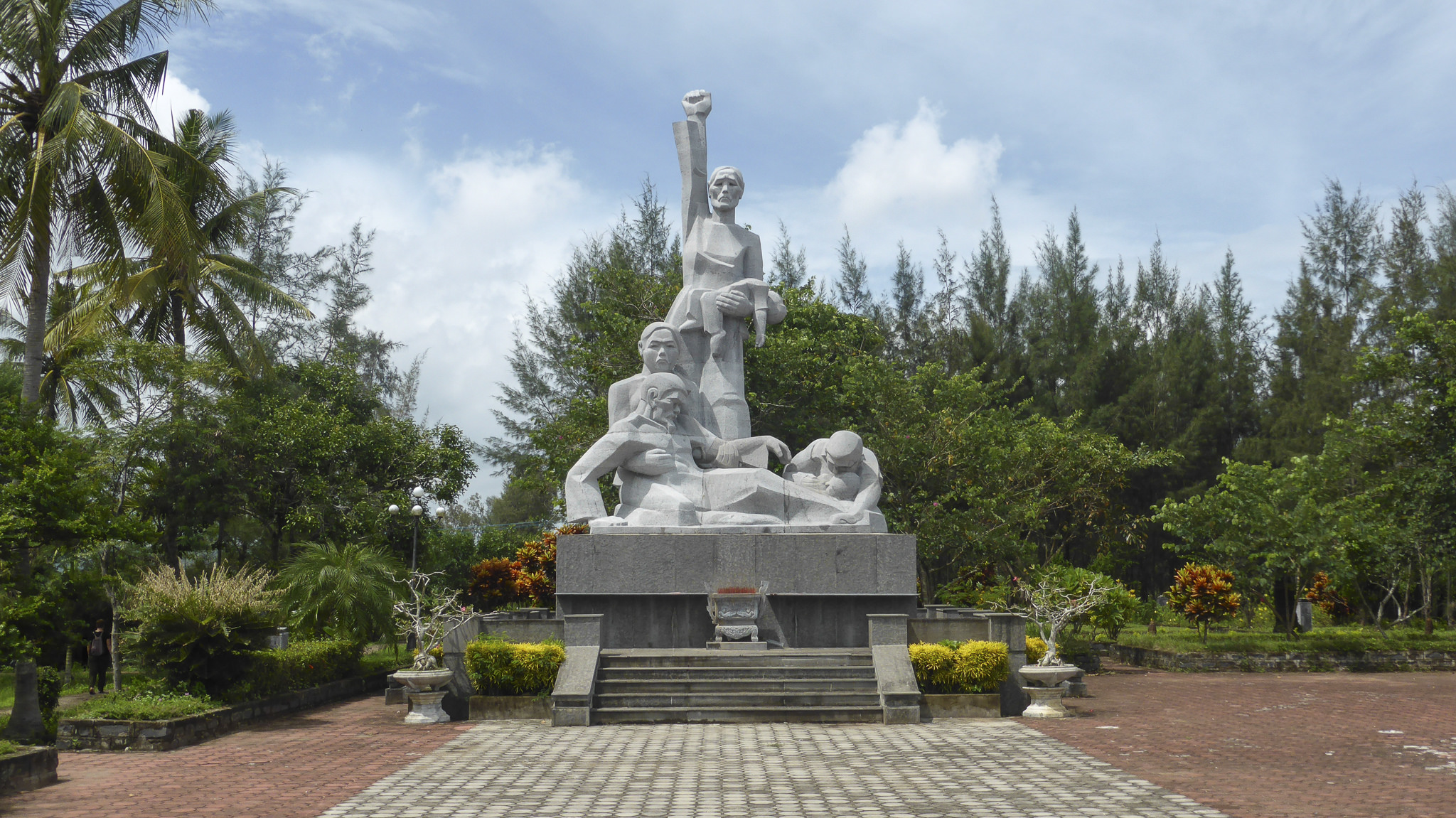
Monument aux victimes au mémorial de Sơn Mỹ.

Le massacre de Mỹ Lai occupe une place particulière dans la mémoire collective américaine et vietnamienne. Un musée du souvenir, le mémorial de Sơn Mỹ, s'étend sur 2,4 hectares et est consacré aux victimes du massacre dans le village de Tịnh Khê, dans le district de Sơn Tịnh, dans la province de Quảng Ngãi. Les tombes avec des pierres tombales, des panneaux commémoratifs sur les lieux de la tuerie et un musée sont tous situés sur le site.
Le musée des vestiges de guerre d'Hô Chi Minh-Ville consacre aussi une exposition sur le massacre de Mỹ Lai.
Certains anciens combattants américains ont choisi de faire un pèlerinage sur le site du massacre pour guérir et se réconcilier. À l'occasion du 30e anniversaire du massacre, le 16 mars 1998, une cérémonie d'inauguration a lieu dans le parc de la paix Mỹ Lai qui se trouve à deux kilomètres du site de la tuerie. Beaucoup d'anciens combattants de la guerre du Viêt Nam, y compris Hugh Thompson, Jr. et Lawrence Colburn de l'équipage de l'hélicoptère, participent à la cérémonie. Mike Boehm, un vétéran qui a soutenu la création du parc de la paix, a déclaré : « Nous ne pouvons pas oublier le passé, mais nous ne pouvons pas non plus vivre avec la colère et la haine. Avec ce parc de la paix, nous avons créé un monument vert et vivant à la paix ».
Mỹ Lai n'est pas le seul massacre de la guerre. Il a été révélé en 2003 que, dans la même région en 1967, pendant sept mois, les troupes américaines commirent des atrocités. Le massacre de Dak Son, commis à l'inverse par le Front national de libération du Sud Viêt Nam, en décembre 1967 est l'une des autres exactions notables du conflit. Avec le massacre de No Gun Ri en Corée dix-huit ans plus tôt, Mỹ Lai est cependant l'un des plus grands massacres de civils par les forces américaines dans le XXe siècle et « l'un des chapitres les plus sombres de l'histoire militaire américaine ». Le massacre sera appelé par certains « l'épisode le plus choquant de la guerre du Viêt Nam ».